# ATP Challenger Series 2019
El ATP Challenger Tour 2019 es el circuito profesional de tenis secundario organizado por la ATP. En 2019 el calendario de la ATP Challenger Tour comprende aproximadamente 160 torneos, con premios que van desde U$ 50,000 hasta U$ 150,000. Se trata de la 43 ª edición del ciclo de torneos challenger, y el décimo en el marco del nombre de Challenger Tour.

## Distribución de puntos
Los puntos se otorgan de la siguiente manera:
| Categoría del torneo                                                  | Individual | Individual | Individual | Individual | Individual | Individual | Individual | Individual | Individual | Individual | Dobles | Dobles | Dobles | Dobles | Dobles |
| --------------------------------------------------------------------- | ---------- | ---------- | ---------- | ---------- | ---------- | ---------- | ---------- | ---------- | ---------- | ---------- | ------ | ------ | ------ | ------ | ------ |
| Categoría del torneo                                                  | G          | F          | SF         | CF         | R16        | R32        | Q          | Q3         | Q2         | Q1         | G      | F      | SF     | CF     | R16    |
| Challenger $ 150,000+H Challenger € 127,000+H                         | 125        | 75         | 45         | 25         | 10         | 0          | +5         | 0          | 0          | 0          | 125    | 75     | 45     | 25     | 0      |
| Challenger $ 150,000 o $ 125,000+H Challenger € 127,000 o € 106,000+H | 110        | 65         | 40         | 20         | 9          | 0          | +5         | 0          | 0          | 0          | 110    | 65     | 40     | 20     | 0      |
| Challenger $ 125,000 o $ 100,000+H Challenger € 106,000 o € 85,000+H  | 100        | 60         | 35         | 18         | 8          | 0          | +5         | 0          | 0          | 0          | 100    | 60     | 35     | 18     | 0      |
| Challenger $ 100,000 o $ 75,000+H Challenger € 85,000 o € 64,000+H    | 90         | 55         | 33         | 17         | 8          | 0          | +5         | 0          | 0          | 0          | 90     | 55     | 33     | 17     | 0      |
| Challenger $ 75,000 o $ 50,000+H Challenger € 64,000 o € 43,000+H     | 80         | 48         | 29         | 15         | 7          | 0          | +3         | 0          | 0          | 0          | 80     | 48     | 29     | 15     | 0      |

## Programa de torneos
A continuación lista de torneos:

### Torneos en enero
| Semana de       | Torneo | Campeones                                             | Finalista                              | Semifinales                              | Cuartos de final                                                      |
| --------------- | --- | ----------------------------------------------------- | -------------------------------------- | ---------------------------------------- | --------------------------------------------------------------------- |
| 31 de diciembre | BNP Paribas de Nouvelle-Calédonie Nouméa, Nueva Caledonia Challenger 90 – Dura – 48S/4Q/16D Cuadro de individuales – Cuadro de dobles  | Mikael Ymer 6-3, 6-3                                  | Noah Rubin                             | Federico Delbonis Donald Young           | Gregoire Barrere Jurij Rodionov Thai-Son Kwiatkowski Gleb Sakharov    |
| 31 de diciembre | BNP Paribas de Nouvelle-Calédonie Nouméa, Nueva Caledonia Challenger 90 – Dura – 48S/4Q/16D Cuadro de individuales – Cuadro de dobles  | Dustin Brown Donald Young 7–5, 6–4                    | André Göransson Sem Verbeek            | Federico Delbonis Donald Young           | Gregoire Barrere Jurij Rodionov Thai-Son Kwiatkowski Gleb Sakharov    |
| 31 de diciembre | City of Playford Tennis International Playford, Australia Challenger 90 – Dura – 48S/4Q/16D Cuadro de individuales – Cuadro de dobles  | Rogerio Dutra Silva 6-3, 6-2                          | Mats Moraing                           | Constant Lestienne Li Zhe                | Lorenzo Sonego Lloyd Harris Tommy Paul Casper Ruud                    |
| 31 de diciembre | City of Playford Tennis International Playford, Australia Challenger 90 – Dura – 48S/4Q/16D Cuadro de individuales – Cuadro de dobles  | Max Purcell Luke Saville 6–4, 7–5                     | Ariel Behar Enrique López Pérez        | Constant Lestienne Li Zhe                | Lorenzo Sonego Lloyd Harris Tommy Paul Casper Ruud                    |
| 31 de diciembre | Abierto de Orlando Orlando, Estados Unidos Challenger 90 – Hard – 48S/4Q/16D Cuadro de individuales – Cuadro de dobles                 | Marcos Giron 6-4, 6-4                                 | Darian King                            | Michael Redlicki Gastão Elias            | Norbert Gombos Ulises Blanch Mathias Bourgue Nino Serdarušić          |
| 31 de diciembre | Abierto de Orlando Orlando, Estados Unidos Challenger 90 – Hard – 48S/4Q/16D Cuadro de individuales – Cuadro de dobles                 | Romain Arneodo Andrei Vasilevski 7-6(2), 2-6, [15-13] | Gonçalo Oliveira Andrea Vavassori      | Michael Redlicki Gastão Elias            | Norbert Gombos Ulises Blanch Mathias Bourgue Nino Serdarušić          |
| 7 de enero      | Challenger de Canberra Canberra, Australia Challenger 80 – Dura – 48S/4Q/16D Cuadro de individuales – Cuadro de dobles                 | Hubert Hurkacz 6-4, 4-6, 6-2                          | Ilya Ivashka                           | Renzo Olivo Jiří Veselý                  | Sadio Doumbia Elliot Benchetrit Bradley Mousley Tristan Lamasine      |
| 7 de enero      | Challenger de Canberra Canberra, Australia Challenger 80 – Dura – 48S/4Q/16D Cuadro de individuales – Cuadro de dobles                 | Marcelo Demoliner Hugo Nys 3-6, 6-4, [10-3]           | André Göransson Sem Verbeek            | Renzo Olivo Jiří Veselý                  | Sadio Doumbia Elliot Benchetrit Bradley Mousley Tristan Lamasine      |
| 7 de enero      | Challenger de Columbus Columbus, Estados Unidos Challenger 80 – Dura (Indoor) – 48S/4Q/16D Cuadro de individuales – Cuadro de dobles   | Jeffrey John Wolf 6-7(4), 6-3, 6-4                    | Mikael Torpegaard                      | Bernabé Zapata Miralles Scott Griekspoor | Lucas Miedler Vincent Millot Uladzimir Ignatik Jan Choinski           |
| 7 de enero      | Challenger de Columbus Columbus, Estados Unidos Challenger 80 – Dura (Indoor) – 48S/4Q/16D Cuadro de individuales – Cuadro de dobles   | Maxime Cressy Bernardo Saraiva 7–5, 7–6 [7–3]         | Robert Galloway Nathaniel Lammons      | Bernabé Zapata Miralles Scott Griekspoor | Lucas Miedler Vincent Millot Uladzimir Ignatik Jan Choinski           |
| 7 de enero      | Abierto de tenis de Đà Nẵng Đà Nẵng, Vietnam Challenger 80 – Hard – 48S/4Q/16D Cuadro de individuales – Cuadro de dobles               | Marcel Granollers 6-2, 6-0                            | Matteo Viola                           | Denis Yevseyev Thai-Son Kwiatkowski      | Alen Avidzba Gerard Granollers Yang Tsung-hua Bai Yan                 |
| 7 de enero      | Abierto de tenis de Đà Nẵng Đà Nẵng, Vietnam Challenger 80 – Hard – 48S/4Q/16D Cuadro de individuales – Cuadro de dobles               | Hsieh Cheng-peng Christopher Rungkat 6–3, 2–6, [11–9] | Leander Paes Miguel Ángel Reyes-Varela | Denis Yevseyev Thai-Son Kwiatkowski      | Alen Avidzba Gerard Granollers Yang Tsung-hua Bai Yan                 |
| 14 de enero     | Abierto de Koblenz Coblenza, Alemania Challenger 80 – Dura (Indoor) – 48S/4Q/16D Cuadro de individuales – Cuadro de dobles             | Gianluca Mager 2–6, 7–6(6), 6–2                       | Roberto Ortega Olmedo                  | Tallon Griekspoor Pavel Kotov            | Kaichi Uchida Alexey Vatutin Carlos Taberner Mikael Ymer              |
| 14 de enero     | Abierto de Koblenz Coblenza, Alemania Challenger 80 – Dura (Indoor) – 48S/4Q/16D Cuadro de individuales – Cuadro de dobles             | Zdeněk Kolář Adam Pavlásek 6–3, 6–4                   | Jürgen Melzer Filip Polášek            | Tallon Griekspoor Pavel Kotov            | Kaichi Uchida Alexey Vatutin Carlos Taberner Mikael Ymer              |
| 21 de enero     | Challenger de Newport Beach Newport Beach, Estados Unidos Challenger 125 – Dura – 48S/4Q/16D Cuadro de individuales – Cuadro de dobles | Taylor Fritz 7-6(7), 6-4                              | Brayden Schnur                         | Enzo Couacaud Donald Young               | Miomir Kecmanović Darian King Jason Jung Collin Altamirano            |
| 21 de enero     | Challenger de Newport Beach Newport Beach, Estados Unidos Challenger 125 – Dura – 48S/4Q/16D Cuadro de individuales – Cuadro de dobles | Robert Galloway Nathaniel Lammons 7–5, 7-6(1)         | Romain Arneodo Andrei Vasilevski       | Enzo Couacaud Donald Young               | Miomir Kecmanović Darian King Jason Jung Collin Altamirano            |
| 21 de enero     | Abierto de Rennes Rennes, Francia Challenger 90 – Dura (Indoor) – 48S/4Q/16D Cuadro de individuales – Cuadro de dobles                 | Ričardas Berankis 6-4, 6-2                            | Antoine Hoang                          | Corentin Moutet Yannick Maden            | Marcos Baghdatis Quentin Halys Elias Ymer Benoît Paire                |
| 21 de enero     | Abierto de Rennes Rennes, Francia Challenger 90 – Dura (Indoor) – 48S/4Q/16D Cuadro de individuales – Cuadro de dobles                 | Sander Arends Tristan-Samuel Weissborn 6–4, 6-4       | David Pel Antonio Šančić               | Corentin Moutet Yannick Maden            | Marcos Baghdatis Quentin Halys Elias Ymer Benoît Paire                |
| 21 de enero     | McDonald's Burnie International Burnie, Australia Challenger 90 – Dura – 48S/4Q/16D Cuadro de individuales – Cuadro de dobles          | Steven Diez 7-5, 6-1                                  | Maverick Banes                         | Jay Clarke Kamil Majchrzak               | Stefano Napolitano Harry Bourchier Sebastian Fanselow Stéphane Robert |
| 21 de enero     | McDonald's Burnie International Burnie, Australia Challenger 90 – Dura – 48S/4Q/16D Cuadro de individuales – Cuadro de dobles          | Lloyd Harris Dudi Sela 6–3, 6–7(3), [10–8]            | Mirza Bašić Tomislav Brkić             | Jay Clarke Kamil Majchrzak               | Stefano Napolitano Harry Bourchier Sebastian Fanselow Stéphane Robert |
| 21 de enero     | Punta Open Punta del Este, Uruguay Challenger 80 – Arcilla – 48S/4Q/16D Cuadro de individuales – Cuadro de dobles                      | Thiago Monteiro 3–6, 6–2, 6–3                         | Facundo Argüello                       | Emilio Gómez Facundo Bagnis              | Kimmer Coppejans Gianluigi Quinzi Hugo Dellien Juan Ignacio Londero   |
| 21 de enero     | Punta Open Punta del Este, Uruguay Challenger 80 – Arcilla – 48S/4Q/16D Cuadro de individuales – Cuadro de dobles                      | Guido Andreozzi Guillermo Durán 6–2, 6–7(6), [10–8]   | Sander Gillé Joran Vliegen             | Emilio Gómez Facundo Bagnis              | Kimmer Coppejans Gianluigi Quinzi Hugo Dellien Juan Ignacio Londero   |
| 28 de enero     | Challenger de Cleveland Cleveland, Estados Unidos Challenger 90 – Dura (Indoor) – 48S/4Q/16D Cuadro de individuales – Cuadro de dobles | Maxime Cressy 6–7(4), 7–6(6), 6–3                     | Mikael Torpegaard                      | Marcos Giron Darian King                 | Jared Hiltzik Borna Gojo Noah Rubin Brayden Schnur                    |
| 28 de enero     | Challenger de Cleveland Cleveland, Estados Unidos Challenger 90 – Dura (Indoor) – 48S/4Q/16D Cuadro de individuales – Cuadro de dobles | Romain Arneodo Andrei Vasilevski 6-4, 7-6(4)          | Robert Galloway Nathaniel Lammons      | Marcos Giron Darian King                 | Jared Hiltzik Borna Gojo Noah Rubin Brayden Schnur                    |
| 28 de enero     | Launceston Tennis International Launceston, Australia Challenger 80 – Dura – 48S/4Q/16D Cuadro de individuales – Cuadro de dobles      | Lloyd Harris 6-2, 6-2                                 | Lorenzo Giustino                       | Dudi Sela Luke Saville                   | Nicola Kuhn Max Purcell Tristan Lamasine Jay Clarke                   |
| 28 de enero     | Launceston Tennis International Launceston, Australia Challenger 80 – Dura – 48S/4Q/16D Cuadro de individuales – Cuadro de dobles      | Max Purcell Luke Saville 7–5, 6–4                     | Hiroki Moriya Mohamed Safwat           | Dudi Sela Luke Saville                   | Nicola Kuhn Max Purcell Tristan Lamasine Jay Clarke                   |
| 28 de enero     | Challenger de Quimper Quimper, Francia Challenger 80 – Dura (Indoor) – 48S/4Q/16D Cuadro de individuales – Cuadro de dobles            | Grégoire Barrère 4–6, 6–2, 6–3                        | Daniel Evans                           | Mathias Bourgue Ugo Humbert              | Jürgen Zopp Matthias Bachinger Roman Safiullin Tobias Kamke           |
| 28 de enero     | Challenger de Quimper Quimper, Francia Challenger 80 – Dura (Indoor) – 48S/4Q/16D Cuadro de individuales – Cuadro de dobles            | Fabrice Martin Hugo Nys 6–4, 6-2                      | David Pel Antonio Šančić               | Mathias Bourgue Ugo Humbert              | Jürgen Zopp Matthias Bachinger Roman Safiullin Tobias Kamke           |

### Torneos en febrero
| Semana de     | Torneo | Campeones                                               | Finalista                              | Semifinales                           | Cuartos de final                                                     |
| ------------- | --- | ------------------------------------------------------- | -------------------------------------- | ------------------------------------- | -------------------------------------------------------------------- |
| 4 de febrero  | Challenger de Dallas Dallas, Estados Unidos Challenger 110 – Dura (i) – 48S/4Q/16D Cuadro de individuales – Cuadro de dobles         | Mitchell Krueger 4–6, 7–6(3), 6–1                       | Mackenzie McDonald                     | Reilly Opelka Bjorn Fratangelo        | Brayden Schnur Dominik Koepfer Jason Jung Marcos Giron               |
| 4 de febrero  | Challenger de Dallas Dallas, Estados Unidos Challenger 110 – Dura (i) – 48S/4Q/16D Cuadro de individuales – Cuadro de dobles         | Marcos Giron Dennis Novikov 6–4, 7–6 (3)                | Ante Pavić Ruan Roelofse               | Reilly Opelka Bjorn Fratangelo        | Brayden Schnur Dominik Koepfer Jason Jung Marcos Giron               |
| 4 de febrero  | Challenger de Budapest Budapest, Hungría Challenger 80 – Dura (i) – 48S/4Q/16D Cuadro de individuales – Cuadro de dobles             | Alexander Bublik 6-0, 6-3                               | Roberto Marcora                        | Oscar Otte Filip Horanský             | Zdeněk Kolář Mathias Bourgue Alex Molčan Viktor Galović              |
| 4 de febrero  | Challenger de Budapest Budapest, Hungría Challenger 80 – Dura (i) – 48S/4Q/16D Cuadro de individuales – Cuadro de dobles             | Kevin Krawietz Filip Polášek 7–5, 7–6(5)                | Filippo Baldi Luca Margaroli           | Oscar Otte Filip Horanský             | Zdeněk Kolář Mathias Bourgue Alex Molčan Viktor Galović              |
| 4 de febrero  | Challenger de Chennai Chennai, India Challenger 80 – Dura – 48S/4Q/16D Cuadro de individuales – Cuadro de dobles                     | Corentin Moutet 6-3, 6-3                                | Andrew Harris                          | Prajnesh Gunneswaran Sasikumar Mukund | James Duckworth Alejandro Davidovich Fokina Brydan Klein Nicola Kuhn |
| 4 de febrero  | Challenger de Chennai Chennai, India Challenger 80 – Dura – 48S/4Q/16D Cuadro de individuales – Cuadro de dobles                     | Gianluca Mager Andrea Pellegrino 6–4, 7–6 (7)           | Matt Reid Luke Saville                 | Prajnesh Gunneswaran Sasikumar Mukund | James Duckworth Alejandro Davidovich Fokina Brydan Klein Nicola Kuhn |
| 11 de febrero | Challenger de Cherburgo Cherburgo, Francia Challenger 80 – Dura (i) – 48S/4Q/16D Cuadro de individuales – Cuadro de dobles           | Ugo Humbert 6–7 (6), 6–3, 6–3                           | Steve Darcis                           | Mats Moraing Stefano Travaglia        | Oscar Otte Nicolas Mahut Luca Vanni Lukáš Rosol                      |
| 11 de febrero | Challenger de Cherburgo Cherburgo, Francia Challenger 80 – Dura (i) – 48S/4Q/16D Cuadro de individuales – Cuadro de dobles           | Robert Galloway Nathaniel Lammons 4–6, 7–6 (4), [10–8]  | Javier Barranco Cosano Raúl Brancaccio | Mats Moraing Stefano Travaglia        | Oscar Otte Nicolas Mahut Luca Vanni Lukáš Rosol                      |
| 11 de febrero | Challenger de Bangkok Bangkok, Tailandia Challenger 80 – Dura – 48S/4Q/16D Cuadro de individuales – Cuadro de dobles                 | Henri Laaksonen 6-2, 6-4                                | Dudi Sela                              | James Duckworth Tatsuma Ito           | JC Aragone Go Soeda Tobias Kamke Kwon Soon-woo                       |
| 11 de febrero | Challenger de Bangkok Bangkok, Tailandia Challenger 80 – Dura – 48S/4Q/16D Cuadro de individuales – Cuadro de dobles                 | Gong Maoxin Zhang Ze 6–4, 6–4                           | Hsieh Cheng-peng Christopher Rungkat   | James Duckworth Tatsuma Ito           | JC Aragone Go Soeda Tobias Kamke Kwon Soon-woo                       |
| 18 de febrero | Challenger de Bérgamo Bérgamo, Italia Challenger 80 – Dura (i) – 48S/4Q/16D Cuadro de individuales – Cuadro de dobles                | Jannik Sinner 6–3, 6-1                                  | Roberto Marcora                        | Tristan Lamasine Arthur De Greef      | Stefano Napolitano Gianluigi Quinzi Luca Vanni Jan Choinski          |
| 18 de febrero | Challenger de Bérgamo Bérgamo, Italia Challenger 80 – Dura (i) – 48S/4Q/16D Cuadro de individuales – Cuadro de dobles                | Laurynas Grigelis Zdeněk Kolář 7–5, 7–6 (7)             | Tomislav Brkić Dustin Brown            | Tristan Lamasine Arthur De Greef      | Stefano Napolitano Gianluigi Quinzi Luca Vanni Jan Choinski          |
| 18 de febrero | Challenger de Morelos Cuernavaca, México Challenger 80 – Dura – 48S/4Q/16D Cuadro de individuales – Cuadro de dobles                 | Matías Franco Descotte 6-1, 6-4                         | Gonzalo Escobar                        | Evan King Steven Diez                 | Roberto Ortega Olmedo Renzo Olivo Facundo Mena Roberto Quiroz        |
| 18 de febrero | Challenger de Morelos Cuernavaca, México Challenger 80 – Dura – 48S/4Q/16D Cuadro de individuales – Cuadro de dobles                 | André Göransson Marc-Andrea Hüsler 6–3, 3–6, [11–9]     | Gonzalo Escobar Luis David Martínez    | Evan King Steven Diez                 | Roberto Ortega Olmedo Renzo Olivo Facundo Mena Roberto Quiroz        |
| 18 de febrero | Challenger de Bangkok 2 Bangkok, Tailandia Challenger 80 – Dura – 48S/4Q/16D Cuadro de individuales – Cuadro de dobles               | James Duckworth 6-4, 6-3                                | Alejandro Davidovich Fokina            | Prajnesh Gunneswaran Dudi Sela        | Go Soeda Gianluca Mager Hiroki Moriya Li Zhe                         |
| 18 de febrero | Challenger de Bangkok 2 Bangkok, Tailandia Challenger 80 – Dura – 48S/4Q/16D Cuadro de individuales – Cuadro de dobles               | Li Zhe Gonçalo Oliveira 6–2, 6-1                        | Enrique López Pérez Hiroki Moriya      | Prajnesh Gunneswaran Dudi Sela        | Go Soeda Gianluca Mager Hiroki Moriya Li Zhe                         |
| 25 de febrero | Challenger de Indian Wells Indian Wells, Estados Unidos Challenger 125 – Dura – 48S/4Q/16D Cuadro de individuales – Cuadro de dobles | Kyle Edmund 6–3, 6-2                                    | Andréi Rubliov                         | Lloyd Harris Daniel Evans             | Yannick Maden Salvatore Caruso Alex Bolt Jason Jung                  |
| 25 de febrero | Challenger de Indian Wells Indian Wells, Estados Unidos Challenger 125 – Dura – 48S/4Q/16D Cuadro de individuales – Cuadro de dobles | JC Aragone Marcos Giron 6-4, 6-4                        | Darian King Hunter Reese               | Lloyd Harris Daniel Evans             | Yannick Maden Salvatore Caruso Alex Bolt Jason Jung                  |
| 25 de febrero | Challenger de Pau Pau, Francia Challenger 90 – Dura (i) – 48S/4Q/16D Cuadro de individuales – Cuadro de dobles                       | Alexander Bublik 5–7, 6–3, 6–3                          | Norbert Gombos                         | Grégoire Barrère Steve Darcis         | Roman Safiullin Maxime Janvier Sebastian Ofner Quentin Halys         |
| 25 de febrero | Challenger de Pau Pau, Francia Challenger 90 – Dura (i) – 48S/4Q/16D Cuadro de individuales – Cuadro de dobles                       | Scott Clayton Adil Shamasdin 7–6 (4), 5–7, [10–8]       | Sander Arends Tristan-Samuel Weissborn | Grégoire Barrère Steve Darcis         | Roman Safiullin Maxime Janvier Sebastian Ofner Quentin Halys         |
| 25 de febrero | Challenger de Yokohama Yokohama, Japón Challenger 80 – Dura – 48S/4Q/16D Cuadro de individuales – Cuadro de dobles                   | Kwon Soon-woo 7–6 (4), 6–3                              | Oscar Otte                             | Yūichi Sugita Andrew Harris           | Lee Duck-hee Dudi Sela Yang Tsung-hua Gianluca Mager                 |
| 25 de febrero | Challenger de Yokohama Yokohama, Japón Challenger 80 – Dura – 48S/4Q/16D Cuadro de individuales – Cuadro de dobles                   | Moez Echargui Skander Mansouri 7–6 (6), 6–7 (3), [10–7] | Max Purcell Luke Saville               | Yūichi Sugita Andrew Harris           | Lee Duck-hee Dudi Sela Yang Tsung-hua Gianluca Mager                 |

### Torneos en marzo
| Semana de   | Torneo | Campeones                                              | Finalista                        | Semifinales                                | Cuartos de final                                                     |
| ----------- | --- | ------------------------------------------------------ | -------------------------------- | ------------------------------------------ | -------------------------------------------------------------------- |
| 4 de marzo  | Abierto de Zhuhai Zhuhai, China Challenger 80 – Dura – 48S/4Q/16D Cuadro de individuales – Cuadro de dobles                       | Enrique López Pérez 6-1, 6-4                           | Evgeny Karlovskiy                | Kaichi Uchida Zhang Ze                     | Mohamed Safwat Wu Yibing Hiroki Moriya Marcos Baghdatis              |
| 4 de marzo  | Abierto de Zhuhai Zhuhai, China Challenger 80 – Dura – 48S/4Q/16D Cuadro de individuales – Cuadro de dobles                       | Gong Maoxin Zhang Ze 6-4, 6–4                          | Max Purcell Luke Saville         | Kaichi Uchida Zhang Ze                     | Mohamed Safwat Wu Yibing Hiroki Moriya Marcos Baghdatis              |
| 4 de marzo  | Challenger de Santiago Santiago, Chile Challenger 80 – Arcilla – 48S/4Q/16D Cuadro de individuales – Cuadro de dobles             | Hugo Dellien 5–7, 7–6 (1), 6–1                         | Wu Tung-lin                      | Pablo Andújar Thomaz Bellucci              | Pedro Martínez Thiago Monteiro Alessandro Giannessi Kimmer Coppejans |
| 4 de marzo  | Challenger de Santiago Santiago, Chile Challenger 80 – Arcilla – 48S/4Q/16D Cuadro de individuales – Cuadro de dobles             | Franco Agamenone Fernando Romboli 7–6 (5), 1–6, [10–6] | Facundo Argüello Martín Cuevas   | Pablo Andújar Thomaz Bellucci              | Pedro Martínez Thiago Monteiro Alessandro Giannessi Kimmer Coppejans |
| 11 de marzo | Challenger de Phoenix Phoenix, Estados Unidos Challenger 125 – Dura – 48S/4Q/16D Cuadro de individuales – Cuadro de dobles        | Matteo Berrettini 3–6, 7–6 (6), 7–6(2)                 | Mikhail Kukushkin                | Salvatore Caruso Guido Andreozzi           | David Goffin Nicolás Jarry John Millman Lorenzo Sonego               |
| 11 de marzo | Challenger de Phoenix Phoenix, Estados Unidos Challenger 125 – Dura – 48S/4Q/16D Cuadro de individuales – Cuadro de dobles        | Jamie Murray Neal Skupski 6–7 (2), 7–5, [10–6]         | Austin Krajicek Artem Sitak      | Salvatore Caruso Guido Andreozzi           | David Goffin Nicolás Jarry John Millman Lorenzo Sonego               |
| 11 de marzo | Abierto de Pingshan Shenzhen, China Challenger 90 – Dura – 48S/4Q/16D Cuadro de individuales – Cuadro de dobles                   | Marcos Baghdatis 6–2, 3–6, 6–4                         | Stefano Napolitano               | Brayden Schnur Baptiste Crepatte           | Lee Duck-hee Enrique López Pérez Marc Polmans Kwon Soon-woo          |
| 11 de marzo | Abierto de Pingshan Shenzhen, China Challenger 90 – Dura – 48S/4Q/16D Cuadro de individuales – Cuadro de dobles                   | Hsieh Cheng-peng Christopher Rungkat 6–4, 3–6, [10–6]  | Li Zhe Gonçalo Oliveira          | Brayden Schnur Baptiste Crepatte           | Lee Duck-hee Enrique López Pérez Marc Polmans Kwon Soon-woo          |
| 11 de marzo | Challenger de Drummondville Drummondville, Canadá Challenger 80 – Dura (i) – 48S/4Q/16D Cuadro de individuales – Cuadro de dobles | Ričardas Berankis 6–3, 7–5                             | Yannick Maden                    | Matteo Viola Michael Redlicki              | Mikael Torpegaard Arthur De Greef Jürgen Zopp Roberto Cid Subervi    |
| 11 de marzo | Challenger de Drummondville Drummondville, Canadá Challenger 80 – Dura (i) – 48S/4Q/16D Cuadro de individuales – Cuadro de dobles | Scott Clayton Adil Shamasdin 7–5, 3–6, [10–5]          | Matt Reid John-Patrick Smith     | Matteo Viola Michael Redlicki              | Mikael Torpegaard Arthur De Greef Jürgen Zopp Roberto Cid Subervi    |
| 18 de marzo | Challenger de Play In Lille, Francia Challenger 80 – Dura (i) – 48S/4Q/16D Cuadro de individuales – Cuadro de dobles              | Grégoire Barrère 6–2, 4–6, 6–4                         | Yannick Maden                    | Sebastian Ofner Quentin Halys              | Norbert Gombos Aslan Karatsev Tobias Kamke Jan Choinski              |
| 18 de marzo | Challenger de Play In Lille, Francia Challenger 80 – Dura (i) – 48S/4Q/16D Cuadro de individuales – Cuadro de dobles              | Romain Arneodo Hugo Nys 7–5, 5–7, [10–8]               | Jonathan Erlich Fabrice Martin   | Sebastian Ofner Quentin Halys              | Norbert Gombos Aslan Karatsev Tobias Kamke Jan Choinski              |
| 18 de marzo | Challenger de Zhangjiagang Zhangjiagang, China Challenger 80 – Dura – 48S/4Q/16D Cuadro de individuales – Cuadro de dobles        | Marc Polmans 6–4, 4–6, 7–6 (4)                         | Lorenzo Giustino                 | Viktor Galović Mathias Bourgue             | Uladzimir Ignatik Kwon Soon-woo Zhang Ze Stefano Napolitano          |
| 18 de marzo | Challenger de Zhangjiagang Zhangjiagang, China Challenger 80 – Dura – 48S/4Q/16D Cuadro de individuales – Cuadro de dobles        | Max Purcell Luke Saville 6–2, 7–6 (5)                  | Sriram Balaji Hans Hach Verdugo  | Viktor Galović Mathias Bourgue             | Uladzimir Ignatik Kwon Soon-woo Zhang Ze Stefano Napolitano          |
| 25 de marzo | Challenger de Saint-Brieuc Saint-Brieuc, Francia Challenger 80 – Dura (i) – 48S/4Q/16D Cuadro de individuales – Cuadro de dobles  | Kamil Majchrzak 6–3, 7–6 (1)                           | Maxime Janvier                   | Ričardas Berankis Corentin Moutet          | Antoine Hoang Grégoire Barrère Evgeny Donskoy Nicolas Mahut          |
| 25 de marzo | Challenger de Saint-Brieuc Saint-Brieuc, Francia Challenger 80 – Dura (i) – 48S/4Q/16D Cuadro de individuales – Cuadro de dobles  | Jonathan Erlich Fabrice Martin 7–6 (2), 7–6 (2)        | Jonathan Eysseric Antonio Šančić | Ričardas Berankis Corentin Moutet          | Antoine Hoang Grégoire Barrère Evgeny Donskoy Nicolas Mahut          |
| 25 de marzo | Challenger de Marbella Marbella, España Challenger 80 – Arcilla – 48S/4Q/16D Cuadro de individuales – Cuadro de dobles            | Pablo Andújar 4–6, 7–6 (6), 6–4                        | Benoît Paire                     | Pedro Martínez Alejandro Davidovich Fokina | Alessandro Giannessi Jiří Veselý Thiago Monteiro Gianluca Mager      |
| 25 de marzo | Challenger de Marbella Marbella, España Challenger 80 – Arcilla – 48S/4Q/16D Cuadro de individuales – Cuadro de dobles            | Kevin Krawietz Andreas Mies 7–6 (6), 2–6, [10–6]       | Sander Gillé Joran Vliegen       | Pedro Martínez Alejandro Davidovich Fokina | Alessandro Giannessi Jiří Veselý Thiago Monteiro Gianluca Mager      |

### Torneos en abril
| Semana de   | Torneo | Campeones                                                   | Finalista                              | Semifinales                              | Cuartos de final                                                             |
| ----------- | --- | ----------------------------------------------------------- | -------------------------------------- | ---------------------------------------- | ---------------------------------------------------------------------------- |
| 1 de abril  | Challenger de Monterrey Monterrey, México Challenger 125 – Dura – 48S/4Q/16D Cuadro de individuales – Cuadro de dobles                       | Alexander Bublik 6–3, 6–2                                   | Emilio Gómez                           | Tennys Sandgren Donald Young             | Marcos Giron Feliciano López Peter Polansky Bradley Klahn                    |
| 1 de abril  | Challenger de Monterrey Monterrey, México Challenger 125 – Dura – 48S/4Q/16D Cuadro de individuales – Cuadro de dobles                       | Evan King Nathan Pasha 7–5, 6–2                             | Santiago González Aisam-ul-Haq Qureshi | Tennys Sandgren Donald Young             | Marcos Giron Feliciano López Peter Polansky Bradley Klahn                    |
| 1 de abril  | Challenger de Sophia Antípolis Sophia Antípolis, Francia Challenger 90 – Arcilla – 48S/4Q/16D Cuadro de individuales – Cuadro de dobles      | Dustin Brown 6–3, 7–5                                       | Filip Krajinović                       | Roberto Marcora Rudolf Molleker          | Gianluca Mager Filippo Baldi Simone Bolelli Matteo Donati                    |
| 1 de abril  | Challenger de Sophia Antípolis Sophia Antípolis, Francia Challenger 90 – Arcilla – 48S/4Q/16D Cuadro de individuales – Cuadro de dobles      | Thiemo de Bakker Robin Haase 6–4, 6–4                       | Enzo Couacaud Tristan Lamasine         | Roberto Marcora Rudolf Molleker          | Gianluca Mager Filippo Baldi Simone Bolelli Matteo Donati                    |
| 1 de abril  | Challenger de Alicante Alicante, España Challenger 80 – Arcilla – 48S/4Q/16D Cuadro de individuales – Cuadro de dobles                       | Pablo Andújar 6–3, 3–6, 6–3                                 | Pedro Martínez                         | Carlos Taberner José Hernández-Fernández | João Domingues Salvatore Caruso Pedro Sousa Mario Vilella Martínez           |
| 1 de abril  | Challenger de Alicante Alicante, España Challenger 80 – Arcilla – 48S/4Q/16D Cuadro de individuales – Cuadro de dobles                       | Thomaz Bellucci Guillermo Durán 2–6, 7–5, [10–5]            | Gerard Granollers Pedro Martínez       | Carlos Taberner José Hernández-Fernández | João Domingues Salvatore Caruso Pedro Sousa Mario Vilella Martínez           |
| 8 de abril  | Challenger de Taipéi Taipéi, Taiwán Challenger 125 – Dura (i) – 48S/4Q/16D Cuadro de individuales – Cuadro de dobles                         | Dennis Novak 6–2, 6–4                                       | Sergiy Stakhovsky                      | Kwon Soon-woo Go Soeda                   | Ramkumar Ramanathan Yūichi Sugita Tatsuma Ito Jason Jung                     |
| 8 de abril  | Challenger de Taipéi Taipéi, Taiwán Challenger 125 – Dura (i) – 48S/4Q/16D Cuadro de individuales – Cuadro de dobles                         | Sriram Balaji Jonathan Erlich 6–3, 6–2                      | Sander Arends Tristan-Samuel Weissborn | Kwon Soon-woo Go Soeda                   | Ramkumar Ramanathan Yūichi Sugita Tatsuma Ito Jason Jung                     |
| 8 de abril  | Challenger de Barletta Barletta, Italia Challenger 90 – Arcilla – 48S/4Q/16D Cuadro de individuales – Cuadro de dobles                       | Gianluca Mager 7–6 (7), 5–7, 3–2 ret.                       | Nikola Milojević                       | Mohamed Safwat Viktor Galović            | Jacopo Berrettini Federico Coria Filip Horanský Stefano Napolitano           |
| 8 de abril  | Challenger de Barletta Barletta, Italia Challenger 90 – Arcilla – 48S/4Q/16D Cuadro de individuales – Cuadro de dobles                       | Denys Molchanov Igor Zelenay 7–6 (1), 6–4                   | Tomislav Brkić Tomislav Draganja       | Mohamed Safwat Viktor Galović            | Jacopo Berrettini Federico Coria Filip Horanský Stefano Napolitano           |
| 8 de abril  | Challenger de Murcia Murcia, España Challenger 80 – Arcilla – 48S/4Q/16D Cuadro de individuales – Cuadro de dobles                           | Roberto Carballés Baena 2–6, 6–0, 6–2                       | Mikael Ymer                            | Tallon Griekspoor Kimmer Coppejans       | Salvatore Caruso Rudolf Molleker Bernabé Zapata Miralles Enrique López Pérez |
| 8 de abril  | Challenger de Murcia Murcia, España Challenger 80 – Arcilla – 48S/4Q/16D Cuadro de individuales – Cuadro de dobles                           | Marcus Daniell David Marrero 6–4, 6–4                       | Rameez Junaid Andrei Vasilevski        | Tallon Griekspoor Kimmer Coppejans       | Salvatore Caruso Rudolf Molleker Bernabé Zapata Miralles Enrique López Pérez |
| 15 de abril | Challenger de Nanchang Anning, China Challenger 125 – Arcilla – 48S/4Q/16D Cuadro de individuales – Cuadro de dobles                         | Jay Clarke 6–4, 6–3                                         | Prajnesh Gunneswaran                   | Gonçalo Oliveira Kamil Majchrzak         | James Duckworth Alex Bolt Ramkumar Ramanathan Nikola Milojević               |
| 15 de abril | Challenger de Nanchang Anning, China Challenger 125 – Arcilla – 48S/4Q/16D Cuadro de individuales – Cuadro de dobles                         | Max Purcell Luke Saville 4–6, 7–5, [10–5]                   | David Pel Hans Podlipnik               | Gonçalo Oliveira Kamil Majchrzak         | James Duckworth Alex Bolt Ramkumar Ramanathan Nikola Milojević               |
| 15 de abril | Challenger de Sarasota Sophia Antípolis, Francia Challenger 100 – Arcilla verde – 48S/4Q/16D Cuadro de individuales – Cuadro de dobles       | Tommy Paul 6–3, 6–4                                         | Tennys Sandgren                        | Andrea Collarini Marcos Giron            | Aslan Karatsev Paolo Lorenzi Sebastian Korda Peter Polansky                  |
| 15 de abril | Challenger de Sarasota Sophia Antípolis, Francia Challenger 100 – Arcilla verde – 48S/4Q/16D Cuadro de individuales – Cuadro de dobles       | Martín Cuevas Paolo Lorenzi 7–6 (5), 7–6 (6)                | Luke Bambridge Jonny O'Mara            | Andrea Collarini Marcos Giron            | Aslan Karatsev Paolo Lorenzi Sebastian Korda Peter Polansky                  |
| 15 de abril | Challenger de Túnez Túnez, Túnez Challenger 80 – Arcilla – 48S/4Q/16D Cuadro de individuales – Cuadro de dobles                              | Pablo Cuevas 7–5, 6–4                                       | João Domingues                         | Lorenzo Giustino Thomaz Bellucci         | Daniel Gimeno Traver Facundo Argüello Gian Marco Moroni Attila Balázs        |
| 15 de abril | Challenger de Túnez Túnez, Túnez Challenger 80 – Arcilla – 48S/4Q/16D Cuadro de individuales – Cuadro de dobles                              | Ruben Bemelmans Tim Pütz 6–3, 6–1                           | Facundo Argüello Guillermo Durán       | Lorenzo Giustino Thomaz Bellucci         | Daniel Gimeno Traver Facundo Argüello Gian Marco Moroni Attila Balázs        |
| 15 de abril | Challenger de San Luis Potosí San Luis Potosí, México Challenger 80 – Arcilla – 48S/4Q/16D Cuadro de individuales – Cuadro de dobles         | Marc-Andrea Hüsler 7–5, 7–6 (3)                             | Adrián Menéndez Maceiras               | Pedro Sakamoto Facundo Mena              | Tomás Barrios Lucas Miedler Ante Pavić Alexandre Müller                      |
| 15 de abril | Challenger de San Luis Potosí San Luis Potosí, México Challenger 80 – Arcilla – 48S/4Q/16D Cuadro de individuales – Cuadro de dobles         | Marcelo Arévalo Miguel Ángel Reyes-Varela 1–6, 6–4, [12–10] | Ariel Behar Roberto Quiroz             | Pedro Sakamoto Facundo Mena              | Tomás Barrios Lucas Miedler Ante Pavić Alexandre Müller                      |
| 22 de abril | Challenger de León León, México Challenger 80 – Dura – 48S/4Q/16D Cuadro de individuales – Cuadro de dobles                                  | Blaž Rola 6–4, 4–6, 6–3                                     | Liam Broady                            | Alexander Bublik James Ward              | Roberto Quiroz Sebastian Ofner Gonzalo Escobar Marcelo Arévalo               |
| 22 de abril | Challenger de León León, México Challenger 80 – Dura – 48S/4Q/16D Cuadro de individuales – Cuadro de dobles                                  | Lucas Miedler Sebastian Ofner 4–6, 6–4, [10–6]              | Matt Reid John-Patrick Smith           | Alexander Bublik James Ward              | Roberto Quiroz Sebastian Ofner Gonzalo Escobar Marcelo Arévalo               |
| 22 de abril | Challenger de Tallahassee Sophia Antípolis, Francia Challenger 80 – Arcilla – 48S/4Q/16D Cuadro de individuales – Cuadro de dobles           | Emilio Gómez 6–2, 6–2                                       | Tommy Paul                             | Corentin Moutet Tennys Sandgren          | Nino Serdarušić Sumit Nagal Mikael Torpegaard Noah Rubin                     |
| 22 de abril | Challenger de Tallahassee Sophia Antípolis, Francia Challenger 80 – Arcilla – 48S/4Q/16D Cuadro de individuales – Cuadro de dobles           | Roberto Maytín Fernando Romboli 6–2, 4–6, [10–7]            | Thai-Son Kwiatkowski Noah Rubin        | Corentin Moutet Tennys Sandgren          | Nino Serdarušić Sumit Nagal Mikael Torpegaard Noah Rubin                     |
| 22 de abril | Challenger de Francavilla al Mare Francavilla al Mare, Italia Challenger 80 – Arcilla – 48S/4Q/16D Cuadro de individuales – Cuadro de dobles | Stefano Travaglia 6–3, 6–7 (3), 6–3                         | Oscar Otte                             | Maximilian Marterer Norbert Gombos       | Mikael Ymer Rudolf Molleker Federico Gaio Tomislav Brkić                     |
| 22 de abril | Challenger de Francavilla al Mare Francavilla al Mare, Italia Challenger 80 – Arcilla – 48S/4Q/16D Cuadro de individuales – Cuadro de dobles | Denys Molchanov Igor Zelenay 6–3, 6–2                       | Guillermo Durán David Vega Hernández   | Maximilian Marterer Norbert Gombos       | Mikael Ymer Rudolf Molleker Federico Gaio Tomislav Brkić                     |
| 22 de abril | Challenger de Nanchang Nanchang, China Challenger 80 – Arcilla (i) – 48S/4Q/16D Cuadro de individuales – Cuadro de dobles                    | Andrej Martin 6–4, 1–6, 6–3                                 | Jordan Thompson                        | Ramkumar Ramanathan Nikola Milojević     | Go Soeda Zhang Zhizhen Ben Patael Andrew Harris                              |
| 22 de abril | Challenger de Nanchang Nanchang, China Challenger 80 – Arcilla (i) – 48S/4Q/16D Cuadro de individuales – Cuadro de dobles                    | Sander Arends Tristan-Samuel Weissborn 6–2, 6–4             | Alex Bolt Akira Santillan              | Ramkumar Ramanathan Nikola Milojević     | Go Soeda Zhang Zhizhen Ben Patael Andrew Harris                              |
| 29 de abril | Challenger de Burdeos Burdeos, Francia Challenger 110 – Dura – 48S/4Q/16D Cuadro de individuales – Cuadro de dobles                          | Lucas Pouille 6–3, 6–3                                      | Mikael Ymer                            | Grégoire Barrère Filip Horanský          | Quentin Halys Gianluca Mager Jo-Wilfried Tsonga Adrian Mannarino             |
| 29 de abril | Challenger de Burdeos Burdeos, Francia Challenger 110 – Dura – 48S/4Q/16D Cuadro de individuales – Cuadro de dobles                          | Grégoire Barrère Quentin Halys 6–4, 6–1                     | Romain Arneodo Hugo Nys                | Grégoire Barrère Filip Horanský          | Quentin Halys Gianluca Mager Jo-Wilfried Tsonga Adrian Mannarino             |
| 29 de abril | Challenger de Puerto Vallarta Puerto Vallarta, México Challenger 110 – Dura – 48S/4Q/16D Cuadro de individuales – Cuadro de dobles           | Sebastian Ofner 7–6 (8), 3–6, 6–3                           | John-Patrick Smith                     | Alejandro Tabilo Mirza Bašić             | Darian King Yusuke Takahashi Blaž Rola Lucas Miedler                         |
| 29 de abril | Challenger de Puerto Vallarta Puerto Vallarta, México Challenger 110 – Dura – 48S/4Q/16D Cuadro de individuales – Cuadro de dobles           | Matt Reid John-Patrick Smith 7–6 (10), 6–3                  | Gonzalo Escobar Luis David Martínez    | Alejandro Tabilo Mirza Bašić             | Darian King Yusuke Takahashi Blaž Rola Lucas Miedler                         |
| 29 de abril | Challenger de Seúl Seúl, Corea del Sur Challenger 100 – Dura – 48S/4Q/16D Cuadro de individuales – Cuadro de dobles                          | Kwon Soon-woo 7–5, 7–5                                      | Max Purcell                            | Wu Tung-lin Nikola Milojević             | Yasutaka Uchiyama Alex Bolt Li Zhe Tatsuma Ito                               |
| 29 de abril | Challenger de Seúl Seúl, Corea del Sur Challenger 100 – Dura – 48S/4Q/16D Cuadro de individuales – Cuadro de dobles                          | Max Purcell Luke Saville 6–4, 7–6 (7)                       | Ruben Bemelmans Sergiy Stakhovsky      | Wu Tung-lin Nikola Milojević             | Yasutaka Uchiyama Alex Bolt Li Zhe Tatsuma Ito                               |
| 29 de abril | Challenger de Savannah Savannah, Estados Unidos Challenger 90 – Arcilla – 48S/4Q/16D Cuadro de individuales – Cuadro de dobles               | Federico Coria 6–3, 4–6, 6–2                                | Paolo Lorenzi                          | Aleksandar Vukic Sumit Nagal             | Alexandre Müller Tommy Paul Corentin Moutet Christopher Eubanks              |
| 29 de abril | Challenger de Savannah Savannah, Estados Unidos Challenger 90 – Arcilla – 48S/4Q/16D Cuadro de individuales – Cuadro de dobles               | Roberto Maytín Fernando Romboli 6–7 (5), 6–4, [11–9]        | Manuel Guinard Arthur Rinderknech      | Aleksandar Vukic Sumit Nagal             | Alexandre Müller Tommy Paul Corentin Moutet Christopher Eubanks              |
| 29 de abril | Challenger de Ostrava Ostrava, República Checa Challenger 80 – Arcilla – 48S/4Q/16D Cuadro de individuales – Cuadro de dobles                | Kamil Majchrzak 6–1, 6–0                                    | Jannik Sinner                          | Lloyd Harris Steven Diez                 | Stefano Travaglia Dennis Novak Tomáš Macháč Jiří Veselý                      |
| 29 de abril | Challenger de Ostrava Ostrava, República Checa Challenger 80 – Arcilla – 48S/4Q/16D Cuadro de individuales – Cuadro de dobles                | Luca Margaroli Filip Polášek 6–4, 2–6, [10–8]               | Thiemo de Bakker Tallon Griekspoor     | Lloyd Harris Steven Diez                 | Stefano Travaglia Dennis Novak Tomáš Macháč Jiří Veselý                      |

### Torneos en mayo
| Semana de  | Torneo | Campeones                                             | Finalista                          | Semifinales                          | Cuartos de final                                                                  |
| ---------- | --- | ----------------------------------------------------- | ---------------------------------- | ------------------------------------ | --------------------------------------------------------------------------------- |
| 6 de mayo  | Challenger de Aix-en-Provence Aix-en-Provence, Francia Challenger 125 – Arcilla – 48S/4Q/16D Cuadro de individuales – Cuadro de dobles | Pablo Cuevas 7–5, 3–6, 6–2                            | Quentin Halys                      | Hugo Nys Alexey Vatutin              | Elias Ymer Daniel Masur Benjamin Hassan Gianluca Mager                            |
| 6 de mayo  | Challenger de Aix-en-Provence Aix-en-Provence, Francia Challenger 125 – Arcilla – 48S/4Q/16D Cuadro de individuales – Cuadro de dobles | Kevin Krawietz Jürgen Melzer 7–6 (5), 6–2             | Frederik Nielsen Tim Pütz          | Hugo Nys Alexey Vatutin              | Elias Ymer Daniel Masur Benjamin Hassan Gianluca Mager                            |
| 6 de mayo  | Challenger de Busan Busan, Corea del Sur Challenger 125 – Dura – 48S/4Q/16D Cuadro de individuales – Cuadro de dobles                  | Ričardas Berankis 7–6 (5), 6–2                        | Andrew Harris                      | Yasutaka Uchiyama Akira Santillan    | Chung Yun-seong Tatsuma Ito Evgeny Donskoy Go Soeda                               |
| 6 de mayo  | Challenger de Busan Busan, Corea del Sur Challenger 125 – Dura – 48S/4Q/16D Cuadro de individuales – Cuadro de dobles                  | Hsieh Cheng-peng Christopher Rungkat 7–6 (7), 6–1     | Toshihide Matsui Vishnu Vardhan    | Yasutaka Uchiyama Akira Santillan    | Chung Yun-seong Tatsuma Ito Evgeny Donskoy Go Soeda                               |
| 6 de mayo  | Challenger de Roma Roma, Italia Challenger 90 – Arcilla – 48S/4Q/16D Cuadro de individuales – Cuadro de dobles                         | Henri Laaksonen 6–7 (2), 7–6 (2), 6–2                 | Gian Marco Moroni                  | Adam Pavlásek Paolo Lorenzi          | Kamil Majchrzak Filip Horanský Salvatore Caruso Stefano Napolitano                |
| 6 de mayo  | Challenger de Roma Roma, Italia Challenger 90 – Arcilla – 48S/4Q/16D Cuadro de individuales – Cuadro de dobles                         | Philipp Oswald Filip Polášek w/o                      | Nikola Čačić Adam Pavlásek         | Adam Pavlásek Paolo Lorenzi          | Kamil Majchrzak Filip Horanský Salvatore Caruso Stefano Napolitano                |
| 6 de mayo  | Challenger de Braga Braga, Portugal Challenger 80 – Arcilla – 48S/4Q/16D Cuadro de individuales – Cuadro de dobles                     | Henri Laaksonen 6–7 (5), 6–2, 6–3                     | Facundo Bagnis                     | Bernabé Zapata Miralles Zdeněk Kolář | Dominik Koepfer Norbert Gombos Geoffrey Blancaneaux Tallon Griekspoor             |
| 6 de mayo  | Challenger de Braga Braga, Portugal Challenger 80 – Arcilla – 48S/4Q/16D Cuadro de individuales – Cuadro de dobles                     | Gerard Granollers Fabrício Neis 6–4, 6–3              | Kimmer Coppejans Zdeněk Kolář      | Bernabé Zapata Miralles Zdeněk Kolář | Dominik Koepfer Norbert Gombos Geoffrey Blancaneaux Tallon Griekspoor             |
| 6 de mayo  | Challenger de Shymkent Shymkent, Kazajistán Challenger 80 – Arcilla – 48S/4Q/16D Cuadro de individuales – Cuadro de dobles             | Andrej Martin 5–7, 6–4, 6–4                           | Dmitry Popko                       | Egor Gerasimov Aleksandr Nedovyesov  | Roberto Cid Subervi Tomás Barrios Sanjar Fayziev Jay Clarke                       |
| 6 de mayo  | Challenger de Shymkent Shymkent, Kazajistán Challenger 80 – Arcilla – 48S/4Q/16D Cuadro de individuales – Cuadro de dobles             | Jurij Rodionov Emil Ruusuvuori 6–4, 3–6, [10–8]       | Gonçalo Oliveira Andrei Vasilevski | Egor Gerasimov Aleksandr Nedovyesov  | Roberto Cid Subervi Tomás Barrios Sanjar Fayziev Jay Clarke                       |
| 13 de mayo | Challenger de Heilbronn Heilbronn, Alemania Challenger 100 – Arcilla – 48S/4Q/16D Cuadro de individuales – Cuadro de dobles            | Filip Krajinović 6–3, 6–1                             | Arthur De Greef                    | Stefano Travaglia Dennis Novak       | Viktor Troicki Hugo Dellien Matthias Bachinger Rudolf Molleker                    |
| 13 de mayo | Challenger de Heilbronn Heilbronn, Alemania Challenger 100 – Arcilla – 48S/4Q/16D Cuadro de individuales – Cuadro de dobles            | Kevin Krawietz Andreas Mies 6–2, 6–4                  | Andre Begemann Fabrice Martin      | Stefano Travaglia Dennis Novak       | Viktor Troicki Hugo Dellien Matthias Bachinger Rudolf Molleker                    |
| 13 de mayo | Challenger de Lisboa Lisboa, Portugal Challenger 80 – Arcilla – 48S/4Q/16D Cuadro de individuales – Cuadro de dobles                   | Roberto Carballés Baena 2–6, 7–6 (5), 6–1             | Facundo Bagnis                     | Lorenzo Giustino Pedro Martínez      | Sandro Ehrat Mario Vilella Martínez Guido Andreozzi Elliot Benchetrit             |
| 13 de mayo | Challenger de Lisboa Lisboa, Portugal Challenger 80 – Arcilla – 48S/4Q/16D Cuadro de individuales – Cuadro de dobles                   | Philipp Oswald Filip Polášek 7–5, 6–2                 | Guido Andreozzi Guillermo Durán    | Lorenzo Giustino Pedro Martínez      | Sandro Ehrat Mario Vilella Martínez Guido Andreozzi Elliot Benchetrit             |
| 13 de mayo | Challenger de Gwangju Gwangju, Corea del Sur Challenger 80 – Dura – 48S/4Q/16D Cuadro de individuales – Cuadro de dobles               | Jason Jung 6–4, 6–2                                   | Dudi Sela                          | Akira Santillan Kwon Soon-woo        | Li Zhe Lukáš Lacko Evgeny Donskoy Wu Tung-lin                                     |
| 13 de mayo | Challenger de Gwangju Gwangju, Corea del Sur Challenger 80 – Dura – 48S/4Q/16D Cuadro de individuales – Cuadro de dobles               | Hsieh Cheng-peng Christopher Rungkat 6–3, 3–6, [10–6] | Nam Ji-sung Guillermo Durán        | Akira Santillan Kwon Soon-woo        | Li Zhe Lukáš Lacko Evgeny Donskoy Wu Tung-lin                                     |
| 13 de mayo | Challenger de Samarkand Samarkand, Kazajistán Challenger 80 – Arcilla – 48S/4Q/16D Cuadro de individuales – Cuadro de dobles           | João Menezes 7–6 (2), 7–6 (7)                         | Corentin Moutet                    | Andrej Martin Sumit Nagal            | Gonçalo Oliveira José Hernández-Fernández Uladzimir Ignatik Roberto Ortega Olmedo |
| 13 de mayo | Challenger de Samarkand Samarkand, Kazajistán Challenger 80 – Arcilla – 48S/4Q/16D Cuadro de individuales – Cuadro de dobles           | Gonçalo Oliveira Andrei Vasilevski 3–6, 6–3, [10–4]   | Sergey Fomin Teymuraz Gabashvili   | Andrej Martin Sumit Nagal            | Gonçalo Oliveira José Hernández-Fernández Uladzimir Ignatik Roberto Ortega Olmedo |
| 20 de mayo | Challenger de Jerusalén Jerusalén, Israel Challenger 80 – Dura – 48S/4Q/16D Cuadro de individuales – Cuadro de dobles                  | Danilo Petrovic 7–6 (3), 6–7 (8), 6–1                 | Filip Peliwo                       | Brayden Schnur Saketh Myneni         | Arthur Rinderknech Viktor Durasovic Edan Leshem Sasikumar Mukund                  |
| 20 de mayo | Challenger de Jerusalén Jerusalén, Israel Challenger 80 – Dura – 48S/4Q/16D Cuadro de individuales – Cuadro de dobles                  | Ariel Behar Gonzalo Escobar 6–2, 6–4                  | Evan King Julian Ocleppo           | Brayden Schnur Saketh Myneni         | Arthur Rinderknech Viktor Durasovic Edan Leshem Sasikumar Mukund                  |
| 27 de mayo | Challenger de Vicenza Vicenza, Italia Challenger 80 – Arcilla – 48S/4Q/16D Cuadro de individuales – Cuadro de dobles                   | Alessandro Giannessi 7–5, 6–2                         | Filippo Baldi                      | Gianluca Mager Benjamin Hassan       | Francesco Forti Marc Polmans Facundo Bagnis Andrea Pellegrino                     |
| 27 de mayo | Challenger de Vicenza Vicenza, Italia Challenger 80 – Arcilla – 48S/4Q/16D Cuadro de individuales – Cuadro de dobles                   | Gonçalo Oliveira Andrei Vasilevski 6–3, 6–4           | Fabrício Neis Fernando Romboli     | Gianluca Mager Benjamin Hassan       | Francesco Forti Marc Polmans Facundo Bagnis Andrea Pellegrino                     |

### Torneos en junio
| Semana de   | Torneo | Campeones                                                   | Finalista                          | Semifinales                             | Cuartos de final                                                       |
| ----------- | --- | ----------------------------------------------------------- | ---------------------------------- | --------------------------------------- | ---------------------------------------------------------------------- |
| 3 de junio  | Challenger de Surbiton Surbiton, Reino Unido Challenger 125 – Hierba – 48S/4Q/16D Cuadro de individuales – Cuadro de dobles        | Daniel Evans 6–2, 6–3                                       | Viktor Troicki                     | Denis Kudla Marius Copil                | Ivo Karlović Matthias Bachinger Marcel Granollers Matthew Ebden        |
| 3 de junio  | Challenger de Surbiton Surbiton, Reino Unido Challenger 125 – Hierba – 48S/4Q/16D Cuadro de individuales – Cuadro de dobles        | Marcel Granollers Ben McLachlan 4–6, 6–3, [10–2]            | Kwon Soon-woo Ramkumar Ramanathan  | Denis Kudla Marius Copil                | Ivo Karlović Matthias Bachinger Marcel Granollers Matthew Ebden        |
| 3 de junio  | Challenger de Prostějov Prostějov, República Checa Challenger 100 – Arcilla – 48S/4Q/16D Cuadro de individuales – Cuadro de dobles | Pablo Andújar 6–2, 7–5                                      | Attila Balázs                      | Casper Ruud Peter Torebko               | Federico Gaio Benjamin Hassan Bernabé Zapata Miralles Marcelo Arévalo  |
| 3 de junio  | Challenger de Prostějov Prostějov, República Checa Challenger 100 – Arcilla – 48S/4Q/16D Cuadro de individuales – Cuadro de dobles | Philipp Oswald Filip Polášek 6–4, 7–6 (4)                   | Jiří Lehečka Jiří Veselý           | Casper Ruud Peter Torebko               | Federico Gaio Benjamin Hassan Bernabé Zapata Miralles Marcelo Arévalo  |
| 3 de junio  | Challenger de Poznan Poznan, Polonia Challenger 90 – Arcilla – 48S/4Q/16D Cuadro de individuales – Cuadro de dobles                | Tommy Robredo 5–7, 6–4, 6–1                                 | Rudolf Molleker                    | Hubert Hurkacz Andrea Vavassori         | Pedro Sousa Quentin Halys Gianluca Mager Alessandro Giannessi          |
| 3 de junio  | Challenger de Poznan Poznan, Polonia Challenger 90 – Arcilla – 48S/4Q/16D Cuadro de individuales – Cuadro de dobles                | Andrea Vavassori David Vega Hernández 6–4, 6–7 (4), [10–6]  | Pedro Martínez Mark Vervoort       | Hubert Hurkacz Andrea Vavassori         | Pedro Sousa Quentin Halys Gianluca Mager Alessandro Giannessi          |
| 3 de junio  | Challenger de Little Rock Little Rock, Estados Unidos Challenger 90 – Dura – 48S/4Q/16D Cuadro de individuales – Cuadro de dobles  | Dudi Sela 6–1, 4–3 ret.                                     | Lee Duck-hee                       | Thai-Son Kwiatkowski Darian King        | Ryan Shane Christopher Eubanks Mitchell Krueger Raymond Sarmiento      |
| 3 de junio  | Challenger de Little Rock Little Rock, Estados Unidos Challenger 90 – Dura – 48S/4Q/16D Cuadro de individuales – Cuadro de dobles  | Matías Franco Descotte Orlando Luz 7–5, 1–6, [12–10]        | Treat Huey Max Schnur              | Thai-Son Kwiatkowski Darian King        | Ryan Shane Christopher Eubanks Mitchell Krueger Raymond Sarmiento      |
| 3 de junio  | Challenger de Almatý Almatý, Kazajistán Challenger 80 – Arcilla – 48S/4Q/16D Cuadro de individuales – Cuadro de dobles             | Lorenzo Giustino 6–4, 6–4                                   | Federico Coria                     | Mario Vilella Martínez Yannick Hanfmann | Alejandro Tabilo Nikola Milojević Andrej Martin Aleksandr Nedovyesov   |
| 3 de junio  | Challenger de Almatý Almatý, Kazajistán Challenger 80 – Arcilla – 48S/4Q/16D Cuadro de individuales – Cuadro de dobles             | Andrej Martin Hans Podlipnik 7–6 (4), 3–6, [10–8]           | Gonçalo Oliveira Andrei Vasilevski | Mario Vilella Martínez Yannick Hanfmann | Alejandro Tabilo Nikola Milojević Andrej Martin Aleksandr Nedovyesov   |
| 10 de junio | Challenger de Nottingham Nottingham, Reino Unido Challenger 125 – Hierba – 48S/4Q/16D Cuadro de individuales – Cuadro de dobles    | Daniel Evans 7–6 (3), 6–3                                   | Evgeny Donskoy                     | Go Soeda Antoine Hoang                  | Dominik Koepfer Lukáš Rosol Dennis Novak Ruben Bemelmans               |
| 10 de junio | Challenger de Nottingham Nottingham, Reino Unido Challenger 125 – Hierba – 48S/4Q/16D Cuadro de individuales – Cuadro de dobles    | Santiago González Aisam-ul-Haq Qureshi 4–6, 7–6 (5), [10–5] | Gong Maoxin Zhang Ze               | Go Soeda Antoine Hoang                  | Dominik Koepfer Lukáš Rosol Dennis Novak Ruben Bemelmans               |
| 10 de junio | Challenger de Lyon Lyon, Francia Challenger 100 – Arcilla – 48S/4Q/16D Cuadro de individuales – Cuadro de dobles                   | Corentin Moutet 6–4, 6–4                                    | Elias Ymer                         | Sumit Nagal Federico Gaio               | Albert Ramos Viñolas Kimmer Coppejans Mohamed Safwat Manuel Guinard    |
| 10 de junio | Challenger de Lyon Lyon, Francia Challenger 100 – Arcilla – 48S/4Q/16D Cuadro de individuales – Cuadro de dobles                   | Philipp Oswald Filip Polášek 6–4, 7–6 (2)                   | Simone Bolelli Andrea Pellegrino   | Sumit Nagal Federico Gaio               | Albert Ramos Viñolas Kimmer Coppejans Mohamed Safwat Manuel Guinard    |
| 10 de junio | Challenger de Shymkent 2 Shymkent, Kazajistán Challenger 80 – Arcilla – 48S/4Q/16D Cuadro de individuales – Cuadro de dobles       | Andrej Martin 6–4, 6–4                                      | Stefano Travaglia                  | Alejandro Tabilo Federico Coria         | Daniel Gimeno Traver Aleksandr Nedovyesov Lorenzo Giustino Nicola Kuhn |
| 10 de junio | Challenger de Shymkent 2 Shymkent, Kazajistán Challenger 80 – Arcilla – 48S/4Q/16D Cuadro de individuales – Cuadro de dobles       | Nikola Čačić Yang Tsung-hua 6–4, 6–4                        | André Göransson Marc-Andrea Hüsler | Alejandro Tabilo Federico Coria         | Daniel Gimeno Traver Aleksandr Nedovyesov Lorenzo Giustino Nicola Kuhn |
| 10 de junio | Challenger de Columbus 2 Columbus, Estados Unidos Challenger 80 – Dura – 48S/4Q/16D Cuadro de individuales – Cuadro de dobles      | Mikael Torpegaard 6–1, 7–5                                  | Nam Ji-sung                        | Dudi Sela Thai-Son Kwiatkowski          | Zhang Zhizhen João Menezes Emilio Gómez Yasutaka Uchiyama              |
| 10 de junio | Challenger de Columbus 2 Columbus, Estados Unidos Challenger 80 – Dura – 48S/4Q/16D Cuadro de individuales – Cuadro de dobles      | Roberto Maytín Jackson Withrow 6–7 (4), 7–6 (2), [10–5]     | Hans Hach Verdugo Donald Young     | Dudi Sela Thai-Son Kwiatkowski          | Zhang Zhizhen João Menezes Emilio Gómez Yasutaka Uchiyama              |
| 17 de junio | Challenger de Ilkley Ilkley, Reino Unido Challenger 125 – Hierba – 48S/4Q/16D Cuadro de individuales – Cuadro de dobles            | Dominik Koepfer 3–6, 6–3, 7–6 (5)                           | Dennis Novak                       | Kamil Majchrzak Go Soeda                | Antoine Hoang Lukáš Rosol Marcel Granollers Ugo Humbert                |
| 17 de junio | Challenger de Ilkley Ilkley, Reino Unido Challenger 125 – Hierba – 48S/4Q/16D Cuadro de individuales – Cuadro de dobles            | Santiago González Aisam-ul-Haq Qureshi 6–3, 6–4             | Marcus Daniell Leander Paes        | Kamil Majchrzak Go Soeda                | Antoine Hoang Lukáš Rosol Marcel Granollers Ugo Humbert                |
| 17 de junio | Challenger de Bratislava Bratislava, Eslovaquia Challenger 90 – Arcilla – 48S/4Q/16D Cuadro de individuales – Cuadro de dobles     | Norbert Gombos 6–3, 3–6, 6–2                                | Attila Balázs                      | Sumit Nagal Blaž Rola                   | Andrej Martin Jozef Kovalík Václav Šafránek Mohamed Safwat             |
| 17 de junio | Challenger de Bratislava Bratislava, Eslovaquia Challenger 90 – Arcilla – 48S/4Q/16D Cuadro de individuales – Cuadro de dobles     | Sander Gillé Joran Vliegen 6–2, 7–5                         | Lukáš Klein Alex Molčan            | Sumit Nagal Blaž Rola                   | Andrej Martin Jozef Kovalík Václav Šafránek Mohamed Safwat             |
| 17 de junio | Challenger de Ferganá Ferganá, Uzbekistán Challenger 80 – Dura – 48S/4Q/16D Cuadro de individuales – Cuadro de dobles              | Emil Ruusuvuori 6–3, 6–2                                    | Roberto Cid Subervi                | Khumoyun Sultanov Cem İlkel             | Pavel Kotov Evan King Aleksandar Vukic Gleb Sakharov                   |
| 17 de junio | Challenger de Ferganá Ferganá, Uzbekistán Challenger 80 – Dura – 48S/4Q/16D Cuadro de individuales – Cuadro de dobles              | Evan King Hunter Reese 6–3, 5–7, [10–4]                     | Nikola Čačić Yang Tsung-hua        | Khumoyun Sultanov Cem İlkel             | Pavel Kotov Evan King Aleksandar Vukic Gleb Sakharov                   |
| 17 de junio | Challenger de Blois Blois, Francia Challenger 80 – Arcilla – 48S/4Q/16D Cuadro de individuales – Cuadro de dobles                  | Pedro Sousa 4–6, 6–3, 7–6 (4)                               | Kimmer Coppejans                   | Lorenzo Giustino Facundo Argüello       | Tristan Lamasine Daniel Elahi Galán Oriol Roca Batalla Johan Tatlot    |
| 17 de junio | Challenger de Blois Blois, Francia Challenger 80 – Arcilla – 48S/4Q/16D Cuadro de individuales – Cuadro de dobles                  | Corentin Denolly Alexandre Müller 7–5, 6–7 (5), [10–6]      | Sergio Galdós Andreas Siljeström   | Lorenzo Giustino Facundo Argüello       | Tristan Lamasine Daniel Elahi Galán Oriol Roca Batalla Johan Tatlot    |
| 17 de junio | Challenger de Parma Parma, Italia Challenger 80 – Arcilla – 48S/4Q/16D Cuadro de individuales – Cuadro de dobles                   | Tommy Robredo 7–6 (10), 5–7, 7–6 (6)                        | Federico Gaio                      | Julian Lenz Giulio Zeppieri             | Andrea Collarini Jacopo Berrettini Stefano Travaglia Martín Cuevas     |
| 17 de junio | Challenger de Parma Parma, Italia Challenger 80 – Arcilla – 48S/4Q/16D Cuadro de individuales – Cuadro de dobles                   | Laurynas Grigelis Andrea Pellegrino 1–6, 6–3, [10–7]        | Ariel Behar Gonzalo Escobar        | Julian Lenz Giulio Zeppieri             | Andrea Collarini Jacopo Berrettini Stefano Travaglia Martín Cuevas     |
| 24 de junio | Challenger de Milán Milán, Italia Challenger 80 – Arcilla – 48S/4Q/16D Cuadro de individuales – Cuadro de dobles                   | Hugo Dellien 7–5, 6–4                                       | Danilo Petrović                    | Lorenzo Musetti Sumit Nagal             | Tommy Robredo Marcelo Arévalo Frederico Ferreira Silva Aslan Karatsev  |
| 24 de junio | Challenger de Milán Milán, Italia Challenger 80 – Arcilla – 48S/4Q/16D Cuadro de individuales – Cuadro de dobles                   | Tomislav Brkić Ante Pavić 7–6 (6), 6–2                      | Andrei Vasilevski Andrea Vavassori | Lorenzo Musetti Sumit Nagal             | Tommy Robredo Marcelo Arévalo Frederico Ferreira Silva Aslan Karatsev  |

### Torneos en julio
| Semana de   | Torneo | Campeones                                        | Finalista                                | Semifinales                              | Cuartos de final                                                      |
| ----------- | --- | ------------------------------------------------ | ---------------------------------------- | ---------------------------------------- | --------------------------------------------------------------------- |
| 1 de julio  | Challenger de Ludwigshafen Ludwigshafen, Alemania Challenger 80 – Arcilla – 56S/4Q/16D Cuadro de individuales – Cuadro de dobles  | Yannick Hanfmann 6-3, 6-1                        | Filip Horanský                           | Alex Molčan Stefano Travaglia            | Constant Lestienne Facundo Bagnis Elias Ymer Bernabé Zapata Miralles  |
| 1 de julio  | Challenger de Ludwigshafen Ludwigshafen, Alemania Challenger 80 – Arcilla – 56S/4Q/16D Cuadro de individuales – Cuadro de dobles  | Nathaniel Lammons Fernando Romboli 7-6 (4), 6-1  | João Domingues Pedro Sousa               | Alex Molčan Stefano Travaglia            | Constant Lestienne Facundo Bagnis Elias Ymer Bernabé Zapata Miralles  |
| 1 de julio  | Challenger de Recanati Recanati, Italia Challenger 80 – Dura – 48S/4Q/16D Cuadro de individuales – Cuadro de dobles               | Egor Gerasimov 6–2, 7–5                          | Roberto Marcora                          | Mats Moraing Lukáš Lacko                 | Jurij Rodionov Ramkumar Ramanathan Viktor Galović Kenny de Schepper   |
| 1 de julio  | Challenger de Recanati Recanati, Italia Challenger 80 – Dura – 48S/4Q/16D Cuadro de individuales – Cuadro de dobles               | Gonçalo Oliveira Ramkumar Ramanathan 6–2, 6–4    | Andrea Vavassori David Vega Hernández    | Mats Moraing Lukáš Lacko                 | Jurij Rodionov Ramkumar Ramanathan Viktor Galović Kenny de Schepper   |
| 8 de julio  | Challenger de Braunschweig Braunschweig, Alemania Challenger 80 – Arcilla – 48S/4Q/16D Cuadro de individuales – Cuadro de dobles  | Thiago Monteiro 7-6 (6), 6-1                     | Tobias Kamke                             | Henri Laaksonen Javier Barranco Cosano   | Casper Ruud Lukáš Rosol Attila Balázs Jozef Kovalík                   |
| 8 de julio  | Challenger de Braunschweig Braunschweig, Alemania Challenger 80 – Arcilla – 48S/4Q/16D Cuadro de individuales – Cuadro de dobles  | Simone Bolelli Guillermo Durán 6–3, 6–2          | Nathaniel Lammons Antonio Šančić         | Henri Laaksonen Javier Barranco Cosano   | Casper Ruud Lukáš Rosol Attila Balázs Jozef Kovalík                   |
| 8 de julio  | Challenger de Winnetka Winnetka, Estados Unidos Challenger 80 – Dura – 48S/4Q/16D Cuadro de individuales – Cuadro de dobles       | Bradley Klahn 6–2, 7–5                           | Jason Kubler                             | Denis Istomin Thanasi Kokkinakis         | Bjorn Fratangelo Ramkumar Ramanathan Jason Jung Christopher Eubanks   |
| 8 de julio  | Challenger de Winnetka Winnetka, Estados Unidos Challenger 80 – Dura – 48S/4Q/16D Cuadro de individuales – Cuadro de dobles       | JC Aragone Bradley Klahn 7–5, 6–4                | Christopher Eubanks Thai-Son Kwiatkowski | Denis Istomin Thanasi Kokkinakis         | Bjorn Fratangelo Ramkumar Ramanathan Jason Jung Christopher Eubanks   |
| 8 de julio  | Challenger de Perugia Perugia, Italia Challenger 80 – Arcilla – 48S/4Q/16D Cuadro de individuales – Cuadro de dobles              | Federico Delbonis 6–0, 1–6, 7–6 (5)              | Guillermo García López                   | Daniel Elahi Galán Albert Ramos Viñolas  | Federico Gaio Gian Marco Moroni Alessandro Giannessi Gianluigi Quinzi |
| 8 de julio  | Challenger de Perugia Perugia, Italia Challenger 80 – Arcilla – 48S/4Q/16D Cuadro de individuales – Cuadro de dobles              | Tomislav Brkić Ante Pavić 6–4, 6–3               | Rogério Dutra Silva Szymon Walków        | Daniel Elahi Galán Albert Ramos Viñolas  | Federico Gaio Gian Marco Moroni Alessandro Giannessi Gianluigi Quinzi |
| 8 de julio  | Challenger de Winnipeg Winnipeg, Canadá Challenger 80 – Dura – 48S/4Q/16D Cuadro de individuales – Cuadro de dobles               | Norbert Gombos 7–6 (3), 6–3                      | Brayden Schnur                           | Hiroki Moriya Daniel Nguyen              | Li Zhe Cem İlkel Maxime Cressy Antoine Hoang                          |
| 8 de julio  | Challenger de Winnipeg Winnipeg, Canadá Challenger 80 – Dura – 48S/4Q/16D Cuadro de individuales – Cuadro de dobles               | Darian King Peter Polansky 7–6 (8), 6–3          | Hunter Reese Adil Shamasdin              | Hiroki Moriya Daniel Nguyen              | Li Zhe Cem İlkel Maxime Cressy Antoine Hoang                          |
| 15 de julio | President's Cup Astaná, Kazajistán Challenger 110 – Dura – 48S/4Q/16D Cuadro de individuales – Cuadro de dobles                   | Evgeny Donskoy 7–6 (5), 3–6, 6–4                 | Sebastian Korda                          | Khumoyun Sultanov Aleksandar Vukic       | Gastão Elias Egor Gerasimov Chung Yun-seong Matteo Viola              |
| 15 de julio | President's Cup Astaná, Kazajistán Challenger 110 – Dura – 48S/4Q/16D Cuadro de individuales – Cuadro de dobles                   | Andrey Golubev Aleksandr Nedovyesov 6–4, 6–4     | Chung Yun-seong Nam Ji-sung              | Khumoyun Sultanov Aleksandar Vukic       | Gastão Elias Egor Gerasimov Chung Yun-seong Matteo Viola              |
| 15 de julio | Challenger de San Benedetto San Benedetto, Italia Challenger 80 - Arcilla – 48S/4Q/16D Cuadro de individuales – Cuadro de dobles  | Renzo Olivo 5–7, 7–6 (4), 6–4                    | Alessandro Giannessi                     | Andrej Martin Federico Gaio              | Oriol Roca Batalla Andrea Arnaboldi Roberto Marcora Jan Šátral        |
| 15 de julio | Challenger de San Benedetto San Benedetto, Italia Challenger 80 - Arcilla – 48S/4Q/16D Cuadro de individuales – Cuadro de dobles  | Ivan Sabanov Matej Sabanov 6–4, 4–6, [10–5]      | Sergio Galdós Juan Pablo Varillas        | Andrej Martin Federico Gaio              | Oriol Roca Batalla Andrea Arnaboldi Roberto Marcora Jan Šátral        |
| 15 de julio | Challenger de Amersfoort Amersfoort, Países Bajos Challenger 80 - Arcilla – 48S/4Q/16D Cuadro de individuales – Cuadro de dobles  | Mats Moraing 6–2, 3–6, 6–3                       | Kimmer Coppejans                         | Igor Sijsling Blaž Rola                  | Pedro Martínez Daniel Gimeno Traver Zdeněk Kolář Daniel Masur         |
| 15 de julio | Challenger de Amersfoort Amersfoort, Países Bajos Challenger 80 - Arcilla – 48S/4Q/16D Cuadro de individuales – Cuadro de dobles  | Harri Heliövaara Emil Ruusuvuori 6–3, 6–4        | Jesper de Jong Ryan Nijboer              | Igor Sijsling Blaž Rola                  | Pedro Martínez Daniel Gimeno Traver Zdeněk Kolář Daniel Masur         |
| 15 de julio | Challenger de Gatineau Gatineau, Canadá Challenger 80 - Dura – 48S/4Q/16D Cuadro de individuales – Cuadro de dobles               | Jason Kubler 6–4, 6–4                            | Enzo Couacaud                            | João Menezes Darian King                 | Lee Duck-hee Norbert Gombos Maxime Janvier Marc Polmans               |
| 15 de julio | Challenger de Gatineau Gatineau, Canadá Challenger 80 - Dura – 48S/4Q/16D Cuadro de individuales – Cuadro de dobles               | Alex Lawson Marc Polmans 6–4, 3–6, [10–7]        | Hans Hach Verdugo Dennis Novikov         | João Menezes Darian King                 | Lee Duck-hee Norbert Gombos Maxime Janvier Marc Polmans               |
| 22 de julio | Challenger de Granby Granby, Canadá Challenger 90 – Dura – 48S/4Q/16D Cuadro de individuales – Cuadro de dobles                   | Ernesto Escobedo 7–6 (5), 6–4                    | Yasutaka Uchiyama                        | Borna Gojo Peter Polansky                | Hiroki Moriya Enzo Couacaud Li Zhe Steven Diez                        |
| 22 de julio | Challenger de Granby Granby, Canadá Challenger 90 – Dura – 48S/4Q/16D Cuadro de individuales – Cuadro de dobles                   | André Göransson Sem Verbeek 6–2, 6–4             | Li Zhe Hugo Nys                          | Borna Gojo Peter Polansky                | Hiroki Moriya Enzo Couacaud Li Zhe Steven Diez                        |
| 22 de julio | Challenger de Binghampton Binghampton, Estados Unidos Challenger 80 – Dura – 48S/4Q/16D Cuadro de individuales – Cuadro de dobles | Yūichi Sugita 7–6 (2), 1–6, 6–2                  | João Menezes                             | Mitchell Krueger Evgeny Karlovskiy       | Max Purcell Dudi Sela Lee Duck-hee Maxime Cressy                      |
| 22 de julio | Challenger de Binghampton Binghampton, Estados Unidos Challenger 80 – Dura – 48S/4Q/16D Cuadro de individuales – Cuadro de dobles | Max Purcell Luke Saville 6–4, 4–6, [10–5]        | JC Aragone Alex Lawson                   | Mitchell Krueger Evgeny Karlovskiy       | Max Purcell Dudi Sela Lee Duck-hee Maxime Cressy                      |
| 22 de julio | Challenger de Praga Praga, República Checa Challenger 80 – Arcilla – 48S/4Q/16D Cuadro de individuales – Cuadro de dobles         | Mario Vilella Martínez 6–4, 6–2                  | Tseng Chun-hsin                          | Frederico Ferreira Silva Carlos Taberner | Bernabé Zapata Miralles Lukáš Klein Lorenzo Giustino Lukáš Rosol      |
| 22 de julio | Challenger de Praga Praga, República Checa Challenger 80 – Arcilla – 48S/4Q/16D Cuadro de individuales – Cuadro de dobles         | Ariel Behar Gonzalo Escobar 6–7 (4), 7–5, [10–8] | Andrey Golubev Aleksandr Nedovyesov      | Frederico Ferreira Silva Carlos Taberner | Bernabé Zapata Miralles Lukáš Klein Lorenzo Giustino Lukáš Rosol      |
| 22 de julio | Challenger de Tampere Tampere, Finlandia Challenger 80 – Arcilla – 48S/4Q/16D Cuadro de individuales – Cuadro de dobles           | Mikael Ymer 6–3, 5–7, 6–3                        | Tallon Griekspoor                        | Pedro Sousa Blaž Rola                    | Federico Coria Kimmer Coppejans Peđa Krstin Elias Ymer                |
| 22 de julio | Challenger de Tampere Tampere, Finlandia Challenger 80 – Arcilla – 48S/4Q/16D Cuadro de individuales – Cuadro de dobles           | Sander Arends David Pel 6–0, 6–2                 | Ivan Nedelko Alexander Zhurbin           | Pedro Sousa Blaž Rola                    | Federico Coria Kimmer Coppejans Peđa Krstin Elias Ymer                |
| 29 de julio | Challenger de Chengdu Chengdu, China Challenger 110 – Dura – 48S/4Q/16D Cuadro de individuales – Cuadro de dobles                 | Hyeon Chung 6–4, 6–3                             | Yūichi Sugita                            | Bai Yan Tatsuma Ito                      | James Duckworth Zhang Zhizhen Shuichi Sekiguchi Ji Sung Nam           |
| 29 de julio | Challenger de Chengdu Chengdu, China Challenger 110 – Dura – 48S/4Q/16D Cuadro de individuales – Cuadro de dobles                 | Arjun Kadhe Saketh Myneni 6–3, 0–6, [10–6]       | Ji Sung Nam Min-kyu Song                 | Bai Yan Tatsuma Ito                      | James Duckworth Zhang Zhizhen Shuichi Sekiguchi Ji Sung Nam           |
| 29 de julio | Challenger de Sopot Sopot, Polonia Challenger 100 – Arcilla – 48S/4Q/16D Cuadro de individuales – Cuadro de dobles                | Stefano Travaglia 6–4, 2–6, 6–2                  | Filip Horanský                           | Tristan Lamasine Aslan Karatsev          | Mohamed Safwat Alexey Vatutin Paolo Lorenzi Jan Choinski              |
| 29 de julio | Challenger de Sopot Sopot, Polonia Challenger 100 – Arcilla – 48S/4Q/16D Cuadro de individuales – Cuadro de dobles                | Andre Begemann Florin Mergea 6–1, 3–6, [10–8]    | Karol Drzewiecki Mateusz Kowalczyk       | Tristan Lamasine Aslan Karatsev          | Mohamed Safwat Alexey Vatutin Paolo Lorenzi Jan Choinski              |
| 29 de julio | Challenger de Segovia Segovia, España Challenger 90 – Dura – 48S/4Q/16D Cuadro de individuales – Cuadro de dobles                 | Nicola Kuhn 6–2, 7–6 (4)                         | Pavel Kotov                              | Hugo Grenier Markus Eriksson             | Blaž Rola Constant Lestienne Altuğ Çelikbilek Antoine Escoffier       |
| 29 de julio | Challenger de Segovia Segovia, España Challenger 90 – Dura – 48S/4Q/16D Cuadro de individuales – Cuadro de dobles                 | Sander Arends David Pel 6–4, 7–6 (3)             | Orlando Luz Felipe Meligeni Alves        | Hugo Grenier Markus Eriksson             | Blaž Rola Constant Lestienne Altuğ Çelikbilek Antoine Escoffier       |
| 29 de julio | Challenger de Lexington Lexington, Estados Unidos Challenger 80 – Dura – 48S/4Q/16D Cuadro de individuales – Cuadro de dobles     | Jannik Sinner 6–4, 3–6, 6–4                      | Alex Bolt                                | JC Aragone Lloyd Glasspool               | Akira Santillan Duck-hee Lee Liam Broady Alexander Ritschard          |
| 29 de julio | Challenger de Lexington Lexington, Estados Unidos Challenger 80 – Dura – 48S/4Q/16D Cuadro de individuales – Cuadro de dobles     | Diego Hidalgo Martin Redlicki 6–2, 6–2           | Roberto Maytín Jackson Withrow           | JC Aragone Lloyd Glasspool               | Akira Santillan Duck-hee Lee Liam Broady Alexander Ritschard          |
| 29 de julio | Challenger de Liberec Liberec, República Checa Challenger 80 – Arcilla – 48S/4Q/16D Cuadro de individuales – Cuadro de dobles     | Nikola Milojević 6–3, 3–6, 6–4                   | Rogério Dutra Silva                      | Tomáš Macháč Pavel Nejedlý               | Alex Molčan Nino Serdarušić Jiří Veselý João Domingues                |
| 29 de julio | Challenger de Liberec Liberec, República Checa Challenger 80 – Arcilla – 48S/4Q/16D Cuadro de individuales – Cuadro de dobles     | Jonáš Forejtek Michael Vrbenský 6–4, 6–3         | Nikola Čačić Antonio Šančić              | Tomáš Macháč Pavel Nejedlý               | Alex Molčan Nino Serdarušić Jiří Veselý João Domingues                |

### Torneos en agosto
| Semana de    | Torneo | Campeones                                                  | Finalista                              | Semifinales                              | Cuartos de final                                                           |
| ------------ | --- | ---------------------------------------------------------- | -------------------------------------- | ---------------------------------------- | -------------------------------------------------------------------------- |
| 5 de agosto  | Challenger de Aptos Aptos, Estados Unidos Challenger 90 – Dura – 48S/4Q/16D Cuadro de individuales – Cuadro de dobles      | Steve Johnson 6–4, 7–6 (4)                                 | Dominik Koepfer                        | Ernesto Escobedo Egor Gerasimov          | Damir Džumhur Marcos Giron Taro Daniel Go Soeda                            |
| 5 de agosto  | Challenger de Aptos Aptos, Estados Unidos Challenger 90 – Dura – 48S/4Q/16D Cuadro de individuales – Cuadro de dobles      | Marcelo Arévalo Miguel Ángel Reyes-Varela 5–7, 6–3, [10–8] | Nathan Pasha Max Schnur                | Ernesto Escobedo Egor Gerasimov          | Damir Džumhur Marcos Giron Taro Daniel Go Soeda                            |
| 5 de agosto  | Challenger de Augsburgo Augsburgo, Alemania Challenger 80 – Arcilla – 48S/4Q/16D Cuadro de individuales – Cuadro de dobles | Yannick Hanfmann 2–6, 6–4, 7–5                             | Emil Ruusuvuori                        | Julian Lenz Facundo Mena                 | Pedro Martínez Guillermo García López Daniel Altmaier Jeroen Vanneste      |
| 5 de agosto  | Challenger de Augsburgo Augsburgo, Alemania Challenger 80 – Arcilla – 48S/4Q/16D Cuadro de individuales – Cuadro de dobles | Andrei Vasilevski Igor Zelenay 4–6, 6–4, [10–3]            | Ivan Sabanov Matej Sabanov             | Julian Lenz Facundo Mena                 | Pedro Martínez Guillermo García López Daniel Altmaier Jeroen Vanneste      |
| 5 de agosto  | Challenger de Manerbio Manerbio, Italia Challenger 80 – Arcilla – 48S/4Q/16D Cuadro de individuales – Cuadro de dobles     | Federico Gaio 6–3, 6–1                                     | Paolo Lorenzi                          | Teymuraz Gabashvili Federico Coria       | Sadio Doumbia Andrea Arnaboldi Zsombor Piros Lorenzo Giustino              |
| 5 de agosto  | Challenger de Manerbio Manerbio, Italia Challenger 80 – Arcilla – 48S/4Q/16D Cuadro de individuales – Cuadro de dobles     | Fabrício Neis Fernando Romboli 6–4, 7–6 (4)                | Sadio Doumbia Fabien Reboul            | Teymuraz Gabashvili Federico Coria       | Sadio Doumbia Andrea Arnaboldi Zsombor Piros Lorenzo Giustino              |
| 5 de agosto  | Challenger de Yokkaichi Yokkaichi, Japón Challenger 80 – Dura – 48S/4Q/16D Cuadro de individuales – Cuadro de dobles       | Yūichi Sugita 3–6, 6–3, 7–6 (1)                            | James Duckworth                        | Sho Shimabukuro Tatsuma Ito              | Ji-sung Nam Hyeon Chung Saketh Myneni Tung-lin Wu                          |
| 5 de agosto  | Challenger de Yokkaichi Yokkaichi, Japón Challenger 80 – Dura – 48S/4Q/16D Cuadro de individuales – Cuadro de dobles       | Ji-sung Nam Min-kyu Song 6–3, 3–6, [14–12]                 | Maoxin Gong Ze Zhang                   | Sho Shimabukuro Tatsuma Ito              | Ji-sung Nam Hyeon Chung Saketh Myneni Tung-lin Wu                          |
| 12 de agosto | Challenger de Vancouver Vancouver, Canadá Challenger 90 – Dura – 48S/4Q/16D Cuadro de individuales – Cuadro de dobles      | Ričardas Berankis 6–3, 5–7, 6–4                            | Jung Jason                             | Go Soeda Maxime Janvier                  | Thanasi Kokkinakis Enzo Couacaud Liam Broady Marc Polmans                  |
| 12 de agosto | Challenger de Vancouver Vancouver, Canadá Challenger 90 – Dura – 48S/4Q/16D Cuadro de individuales – Cuadro de dobles      | Robert Lindstedt Jonny O'Mara 5–7, 6–3, [10–8]             | Treat Huey Adil Shamasdin              | Go Soeda Maxime Janvier                  | Thanasi Kokkinakis Enzo Couacaud Liam Broady Marc Polmans                  |
| 12 de agosto | Challenger de Cordenons Cordenons, Italia Challenger 90 – Arcilla – 48S/4Q/16D Cuadro de individuales – Cuadro de dobles   | Christopher O'Connell 7–5, 6–2                             | Jeremy Jahn                            | Markus Eriksson Zsombor Piros            | Andrea Collarini Gian Marco Moroni Francisco Cerúndolo Thiago Seyboth Wild |
| 12 de agosto | Challenger de Cordenons Cordenons, Italia Challenger 90 – Arcilla – 48S/4Q/16D Cuadro de individuales – Cuadro de dobles   | Tomislav Brkić Ante Pavić 6–2, 6–3                         | Nikola Čačić Antonio Šančić            | Markus Eriksson Zsombor Piros            | Andrea Collarini Gian Marco Moroni Francisco Cerúndolo Thiago Seyboth Wild |
| 12 de agosto | Challenger de Meerbusch Meerbusch, Alemania Challenger 80 – Arcilla – 48S/4Q/16D Cuadro de individuales – Cuadro de dobles | Pedro Sousa 7–6 (4), 4–6, 6–3                              | Peđa Krstin                            | Carlos Taberner Jan Choinski             | Jelle Sels Tak Khunn Wang Roberto Ortega Olmedo Louis Wessels              |
| 12 de agosto | Challenger de Meerbusch Meerbusch, Alemania Challenger 80 – Arcilla – 48S/4Q/16D Cuadro de individuales – Cuadro de dobles | Andre Begemann Florin Mergea 7–6 (1), 6–7 (4), [10–3]      | Sriram Balaji Vishnu Vardhan           | Carlos Taberner Jan Choinski             | Jelle Sels Tak Khunn Wang Roberto Ortega Olmedo Louis Wessels              |
| 12 de agosto | Challenger de Portorož Portorož, Eslovenia Challenger 80 – Dura – 48S/4Q/16D Cuadro de individuales – Cuadro de dobles     | Aljaž Bedene 7–5, 6–3                                      | Viktor Durasovic                       | Blaž Rola Constant Lestienne             | Lukáš Klein Roman Safiullin Zdeněk Kolář Artem Dubrivnyy                   |
| 12 de agosto | Challenger de Portorož Portorož, Eslovenia Challenger 80 – Dura – 48S/4Q/16D Cuadro de individuales – Cuadro de dobles     | Teymuraz Gabashvili Carlos Gómez-Herrera 6–3, 6–2          | Lucas Miedler Tristan-Samuel Weissborn | Blaž Rola Constant Lestienne             | Lukáš Klein Roman Safiullin Zdeněk Kolář Artem Dubrivnyy                   |
| 19 de agosto | Challenger de L'Aquila L'Aquila, Italia Challenger 80 – Arcilla – 48S/4Q/16D Cuadro de individuales – Cuadro de dobles     | Andrea Collarini 6–3, 6–1                                  | Andrej Martin                          | Dmitry Popko Carlos Taberner             | Guilherme Clezar Johannes Härteis Francisco Cerúndolo Aleksandar Vukic     |
| 19 de agosto | Challenger de L'Aquila L'Aquila, Italia Challenger 80 – Arcilla – 48S/4Q/16D Cuadro de individuales – Cuadro de dobles     | Tomislav Brkić Ante Pavić 6–3, 6–2                         | Luca Margaroli Andrea Vavassori        | Dmitry Popko Carlos Taberner             | Guilherme Clezar Johannes Härteis Francisco Cerúndolo Aleksandar Vukic     |
| 26 de agosto | Challenger de Baotou Baotou, China Challenger 80 – Arcilla (i) – 48S/4Q/16D Cuadro de individuales – Cuadro de dobles      | James Duckworth 6–4, 6–3                                   | Sasikumar Mukund                       | Frederico Ferreira Silva Wu Tung-lin     | Gonçalo Oliveira Peđa Krstin Bai Yan Harry Bourchier                       |
| 26 de agosto | Challenger de Baotou Baotou, China Challenger 80 – Arcilla (i) – 48S/4Q/16D Cuadro de individuales – Cuadro de dobles      | Ji Sung Nam Min-kyu Song 7–6 (3), 6–2                      | Teymuraz Gabashvili Sasikumar Mukund   | Frederico Ferreira Silva Wu Tung-lin     | Gonçalo Oliveira Peđa Krstin Bai Yan Harry Bourchier                       |
| 26 de agosto | Challenger de Como Como, Italia Challenger 80 – Arcilla – 48S/4Q/16D Cuadro de individuales – Cuadro de dobles             | Facundo Mena 2–6, 6–4, 6–1                                 | Andrej Martin                          | Stefano Travaglia Alessandro Giannessi   | Jelle Sels Daniel Altmaier Pedro Sousa Dmitry Popko                        |
| 26 de agosto | Challenger de Como Como, Italia Challenger 80 – Arcilla – 48S/4Q/16D Cuadro de individuales – Cuadro de dobles             | Andre Begemann Florin Mergea 5–7, 7–5, [14–12]             | Fabrício Neis Pedro Sousa              | Stefano Travaglia Alessandro Giannessi   | Jelle Sels Daniel Altmaier Pedro Sousa Dmitry Popko                        |
| 26 de agosto | Rafa Nadal Open Mallorca, España Challenger 80 – Dura – 48S/4Q/16D Cuadro de individuales – Cuadro de dobles               | Emil Ruusuvuori 6-0, 6-1                                   | Matteo Viola                           | Alejandro Davidovich Fokina Daniel Masur | Jurij Rodionov Pedro Martínez Blaž Kavčič Illya Marchenko                  |
| 26 de agosto | Rafa Nadal Open Mallorca, España Challenger 80 – Dura – 48S/4Q/16D Cuadro de individuales – Cuadro de dobles               | Sander Arends David Pel 7–5, 6–4                           | Karol Drzewiecki Szymon Walków         | Alejandro Davidovich Fokina Daniel Masur | Jurij Rodionov Pedro Martínez Blaž Kavčič Illya Marchenko                  |

### Torneos en septiembre
| Semana de        | Torneo | Campeones                                           | Finalista                                  | Semifinales                             | Cuartos de final                                                         |
| ---------------- | --- | --------------------------------------------------- | ------------------------------------------ | --------------------------------------- | ------------------------------------------------------------------------ |
| 2 de septiembre  | Challenger de New Haven New Haven, Estados Unidos Challenger 125 – Dura – 48S/4Q/16D Cuadro de individuales – Cuadro de dobles           | Tommy Paul 6–3, 6–3                                 | Marcos Giron                               | Noah Rubin Damir Džumhur                | Andreas Seppi Bradley Klahn Michael Mmoh Brayden Schnur                  |
| 2 de septiembre  | Challenger de New Haven New Haven, Estados Unidos Challenger 125 – Dura – 48S/4Q/16D Cuadro de individuales – Cuadro de dobles           | Robert Galloway Nathaniel Lammons 7–5, 6–4          | Sander Gillé Joran Vliegen                 | Noah Rubin Damir Džumhur                | Andreas Seppi Bradley Klahn Michael Mmoh Brayden Schnur                  |
| 2 de septiembre  | Challenger de Jinan Jinan, China Challenger 125 – Dura – 48S/4Q/16D Cuadro de individuales – Cuadro de dobles                            | Zhizhen Zhang 7–5, 2–6, 6–4                         | Go Soeda                                   | Enrique López Pérez Soon Woo Kwon       | Prajnesh Gunneswaran Zhe Li Max Purcell Teymuraz Gabashvili              |
| 2 de septiembre  | Challenger de Jinan Jinan, China Challenger 125 – Dura – 48S/4Q/16D Cuadro de individuales – Cuadro de dobles                            | Matthew Ebden Divij Sharan 7–6 (4), 5–7, [10–3]     | Ji-sung Nam Min-kyu Song                   | Enrique López Pérez Soon Woo Kwon       | Prajnesh Gunneswaran Zhe Li Max Purcell Teymuraz Gabashvili              |
| 2 de septiembre  | Challenger de Génova Génova, Italia Challenger 125 – Arcilla – 48S/4Q/16D Cuadro de individuales – Cuadro de dobles                      | Lorenzo Sonego 6–2, 4–6, 7–6 (6)                    | Alejandro Davidovich Fokina                | Guido Andreozzi Albert Ramos Viñolas    | Stefano Travaglia Philipp Kohlschreiber Taro Daniel Thiago Monteiro      |
| 2 de septiembre  | Challenger de Génova Génova, Italia Challenger 125 – Arcilla – 48S/4Q/16D Cuadro de individuales – Cuadro de dobles                      | Ariel Behar Gonzalo Escobar 3–6, 6–4, [10–3]        | Guido Andreozzi Andrés Molteni             | Guido Andreozzi Albert Ramos Viñolas    | Stefano Travaglia Philipp Kohlschreiber Taro Daniel Thiago Monteiro      |
| 2 de septiembre  | Challenger de Cassis Cassis, Francia Challenger 80 – Dura – 48S/4Q/16D Cuadro de individuales – Cuadro de dobles                         | Jo-Wilfried Tsonga 6–1, 6–0                         | Dudi Sela                                  | Mikael Ymer Lukáš Rosol                 | Rayane Roumane Dmitry Popko Emil Ruusuvuori Aleksandr Nedovyesov         |
| 2 de septiembre  | Challenger de Cassis Cassis, Francia Challenger 80 – Dura – 48S/4Q/16D Cuadro de individuales – Cuadro de dobles                         | André Göransson Sem Verbeek 7–6 (6), 4–6, [11–9]    | Sander Arends David Pel                    | Mikael Ymer Lukáš Rosol                 | Rayane Roumane Dmitry Popko Emil Ruusuvuori Aleksandr Nedovyesov         |
| 9 de septiembre  | Challenger de Szczecin Szczecin, Polonia Challenger 125 – Arcilla – 48S/4Q/16D Cuadro de individuales – Cuadro de dobles                 | Jozef Kovalík 6–7 (5), 6–2, 6–4                     | Guido Andreozzi                            | Albert Ramos Viñolas Marco Cecchinato   | Jeremy Jahn Roberto Carballés Baena Constant Lestienne Taro Daniel       |
| 9 de septiembre  | Challenger de Szczecin Szczecin, Polonia Challenger 125 – Arcilla – 48S/4Q/16D Cuadro de individuales – Cuadro de dobles                 | Guido Andreozzi Andrés Molteni 6–4, 6–3             | Matwé Middelkoop Hans Podlipnik            | Albert Ramos Viñolas Marco Cecchinato   | Jeremy Jahn Roberto Carballés Baena Constant Lestienne Taro Daniel       |
| 9 de septiembre  | Challenger de Estambul Estambul, Turquía Challenger 90 – Dura – 48S/4Q/16D Cuadro de individuales – Cuadro de dobles                     | Ugo Humbert 6–2, 6-2                                | Denis Istomin                              | Blaž Kavčič Botic van de Zandschulp     | Ruben Bemelmans Nicola Kuhn David Poljak Aleksandr Nedovyesov            |
| 9 de septiembre  | Challenger de Estambul Estambul, Turquía Challenger 90 – Dura – 48S/4Q/16D Cuadro de individuales – Cuadro de dobles                     | Andrey Golubev Aleksandr Nedovyesov w/o             | Marek Gengel Lukáš Rosol                   | Blaž Kavčič Botic van de Zandschulp     | Ruben Bemelmans Nicola Kuhn David Poljak Aleksandr Nedovyesov            |
| 9 de septiembre  | Challenger de Sevilla Sevilla, España Challenger 90 – Arcilla – 48S/4Q/16D Cuadro de individuales – Cuadro de dobles                     | Alejandro Davidovich Fokina 2–6, 6–2, 6–2           | Jaume Munar                                | Carlos Taberner Salvatore Caruso        | Guillermo García López Íñigo Cervantes Kimmer Coppejans Carlos Alcaraz   |
| 9 de septiembre  | Challenger de Sevilla Sevilla, España Challenger 90 – Arcilla – 48S/4Q/16D Cuadro de individuales – Cuadro de dobles                     | Gerard Granollers Pedro Martínez 7–5, 6–4           | Kimmer Coppejans Sergio Martos Gornés      | Carlos Taberner Salvatore Caruso        | Guillermo García López Íñigo Cervantes Kimmer Coppejans Carlos Alcaraz   |
| 9 de septiembre  | Challenger de Shanghái Shanghái, China Challenger 90 – Dura – 48S/4Q/16D Cuadro de individuales – Cuadro de dobles                       | Yasutaka Uchiyama 6–4, 7–6 (4)                      | Wu Di                                      | Prajnesh Gunneswaran Yūichi Sugita      | Hiroki Moriya Andrew Harris Enrique López Pérez Collin Altamirano        |
| 9 de septiembre  | Challenger de Shanghái Shanghái, China Challenger 90 – Dura – 48S/4Q/16D Cuadro de individuales – Cuadro de dobles                       | Gao Xin Sun Fajing 2–6, 6–4, [10–7]                 | Marc Polmans Scott Puodziunas              | Prajnesh Gunneswaran Yūichi Sugita      | Hiroki Moriya Andrew Harris Enrique López Pérez Collin Altamirano        |
| 9 de septiembre  | Challenger de Bania Luka Bania Luka, Bosnia y Herzegovina Challenger 80 – Arcilla – 48S/4Q/16D Cuadro de individuales – Cuadro de dobles | Tallon Griekspoor 6–2, 6–3                          | Sumit Nagal                                | Peđa Krstin Filip Horanský              | Facundo Mena Dmitry Popko Federico Coria Alejandro Tabilo                |
| 9 de septiembre  | Challenger de Bania Luka Bania Luka, Bosnia y Herzegovina Challenger 80 – Arcilla – 48S/4Q/16D Cuadro de individuales – Cuadro de dobles | Sadio Doumbia Fabien Reboul 6–3, 7–6 (4)            | Sergio Galdós Facundo Mena                 | Peđa Krstin Filip Horanský              | Facundo Mena Dmitry Popko Federico Coria Alejandro Tabilo                |
| 9 de septiembre  | Challenger de Cary Cary, Estados Unidos Challenger 80 – Dura – 48S/4Q/16D Cuadro de individuales – Cuadro de dobles                      | Andreas Seppi 6–2, 6–7 (4), 6–3                     | Michael Mmoh                               | Enzo Couacaud JC Aragone                | Noah Rubin Filip Peliwo Ulises Blanch Tommy Paul                         |
| 9 de septiembre  | Challenger de Cary Cary, Estados Unidos Challenger 80 – Dura – 48S/4Q/16D Cuadro de individuales – Cuadro de dobles                      | Sekou Bangoura Michael Mmoh 4–6, 6–4, [10–8]        | Treat Huey John-Patrick Smith              | Enzo Couacaud JC Aragone                | Noah Rubin Filip Peliwo Ulises Blanch Tommy Paul                         |
| 16 de septiembre | Challenger de Kaohsiung Kaohsiung, Taiwán Challenger 125 – Moqueta (i) – 48S/4Q/16D Cuadro de individuales – Cuadro de dobles            | John Millman 6–4, 6–2                               | Marc Polmans                               | Frederico Ferreira Silva Steven Diez    | Alex Bolt Ji-sung Nam Jiří Veselý Enrique López Pérez                    |
| 16 de septiembre | Challenger de Kaohsiung Kaohsiung, Taiwán Challenger 125 – Moqueta (i) – 48S/4Q/16D Cuadro de individuales – Cuadro de dobles            | Hsieh Cheng-peng Yang Tsung-hua 6–4, 7–6 (4)        | Evan King Hunter Reese                     | Frederico Ferreira Silva Steven Diez    | Alex Bolt Ji-sung Nam Jiří Veselý Enrique López Pérez                    |
| 16 de septiembre | Challenger de Columbus Columbus, Estados Unidos Challenger 80 – Dura (i) – 48S/4Q/16D Cuadro de individuales – Cuadro de dobles          | Peter Polansky 6–3, 7–6 (4)                         | Jeffrey John Wolf                          | Emilio Gómez Roberto Quiroz             | Enzo Couacaud Gabriel Petit Thai-Son Kwiatkowski Mikael Torpegaard       |
| 16 de septiembre | Challenger de Columbus Columbus, Estados Unidos Challenger 80 – Dura (i) – 48S/4Q/16D Cuadro de individuales – Cuadro de dobles          | Martin Redlicki Jackson Withrow 6–4, 7–6 (4)        | Nathan Pasha Max Schnur                    | Emilio Gómez Roberto Quiroz             | Enzo Couacaud Gabriel Petit Thai-Son Kwiatkowski Mikael Torpegaard       |
| 16 de septiembre | Challenger de Biella Biella, Italia Challenger 80 – Arcilla – 48S/4Q/16D Cuadro de individuales – Cuadro de dobles                       | Gianluca Mager 6–0, 6–7 (4), 7–5                    | Paolo Lorenzi                              | Alejandro Davidovich Fokina Jaume Munar | Alessandro Giannessi Andrea Collarini Tommy Robredo Taro Daniel          |
| 16 de septiembre | Challenger de Biella Biella, Italia Challenger 80 – Arcilla – 48S/4Q/16D Cuadro de individuales – Cuadro de dobles                       | Tomislav Brkić Ante Pavić 7–6 (2), 6–4              | Ariel Behar Andrey Golubev                 | Alejandro Davidovich Fokina Jaume Munar | Alessandro Giannessi Andrea Collarini Tommy Robredo Taro Daniel          |
| 16 de septiembre | Challenger de Sibiu Sibiu, Rumanía Challenger 80 – Arcilla – 48S/4Q/16D Cuadro de individuales – Cuadro de dobles                        | Danilo Petrovic 6–4, 6–2                            | Christopher O'Connell                      | Jelle Sels Alex Molčan                  | Vít Kopřiva Václav Šafránek Laurent Lokoli Blaž Rola                     |
| 16 de septiembre | Challenger de Sibiu Sibiu, Rumanía Challenger 80 – Arcilla – 48S/4Q/16D Cuadro de individuales – Cuadro de dobles                        | Sadio Doumbia Fabien Reboul 6–4, 3–6, [10–7]        | Ivan Sabanov Matej Sabanov                 | Jelle Sels Alex Molčan                  | Vít Kopřiva Václav Šafránek Laurent Lokoli Blaž Rola                     |
| 16 de septiembre | Murray Trophy - Glasgow Glasgow, Reino Unido Challenger 80 – Dura (i) – 48S/4Q/16D Cuadro de individuales – Cuadro de dobles             | Emil Ruusuvuori 6–3, 6–1                            | Alexandre Müller                           | Ramkumar Ramanathan Jurij Rodionov      | Nicola Kuhn Daniel Masur Tobias Kamke Roberto Marcora                    |
| 16 de septiembre | Murray Trophy - Glasgow Glasgow, Reino Unido Challenger 80 – Dura (i) – 48S/4Q/16D Cuadro de individuales – Cuadro de dobles             | Ruben Bemelmans Daniel Masur 4–6, 6–3, [10–8]       | Jamie Murray John-Patrick Smith            | Ramkumar Ramanathan Jurij Rodionov      | Nicola Kuhn Daniel Masur Tobias Kamke Roberto Marcora                    |
| 23 de septiembre | Challenger de Orléans Orleans, Francia Challenger 125 – Dura (i) – 48S/4Q/16D Cuadro de individuales – Cuadro de dobles                  | Mikael Ymer 6–3, 7-5                                | Grégoire Barrère                           | Jo-Wilfried Tsonga Tristan Lamasine     | Antoine Hoang Aljaž Bedene Maxime Janvier Sergiy Stakhovsky              |
| 23 de septiembre | Challenger de Orléans Orleans, Francia Challenger 125 – Dura (i) – 48S/4Q/16D Cuadro de individuales – Cuadro de dobles                  | Romain Arneodo Hugo Nys 6–7 (5), 6–3, [10–1]        | Hans Podlipnik Tristan-Samuel Weissborn    | Jo-Wilfried Tsonga Tristan Lamasine     | Antoine Hoang Aljaž Bedene Maxime Janvier Sergiy Stakhovsky              |
| 23 de septiembre | Challenger de Tiburón Tiburón, Estados Unidos Challenger 100 – Dura – 48S/4Q/16D Cuadro de individuales – Cuadro de dobles               | Tommy Paul 7–5, 6–7 (3), 6–4                        | Thanasi Kokkinakis                         | Emilio Gómez Thai-Son Kwiatkowski       | Gonzalo Escobar Sekou Bangoura Brandon Nakashima Maxime Cressy           |
| 23 de septiembre | Challenger de Tiburón Tiburón, Estados Unidos Challenger 100 – Dura – 48S/4Q/16D Cuadro de individuales – Cuadro de dobles               | Robert Galloway Roberto Maytín 6–2, 7–5             | JC Aragone Darian King                     | Emilio Gómez Thai-Son Kwiatkowski       | Gonzalo Escobar Sekou Bangoura Brandon Nakashima Maxime Cressy           |
| 23 de septiembre | Challenger de Florencia Florencia, Italia Challenger 80 – Arcilla – 48S/4Q/16D Cuadro de individuales – Cuadro de dobles                 | Marco Trungelliti 6–2, 6–3                          | Pedro Sousa                                | Philipp Kohlschreiber Mohamed Safwat    | Raúl Brancaccio Kimmer Coppejans Robin Haase Mario Vilella Martínez      |
| 23 de septiembre | Challenger de Florencia Florencia, Italia Challenger 80 – Arcilla – 48S/4Q/16D Cuadro de individuales – Cuadro de dobles                 | Luca Margaroli Adil Shamasdin 7–5, 6–7 (6), [14–12] | Gerard Granollers Pedro Martínez           | Philipp Kohlschreiber Mohamed Safwat    | Raúl Brancaccio Kimmer Coppejans Robin Haase Mario Vilella Martínez      |
| 23 de septiembre | Challenger de Buenos Aires Buenos Aires, Argentina Challenger 80 – Arcilla – 48S/4Q/16D Cuadro de individuales – Cuadro de dobles        | Sumit Nagal 6–4, 6–2                                | Facundo Bagnis                             | Leonardo Mayer Thiago Monteiro          | Agustín Velotti Juan Pablo Ficovich Andrea Collarini Francisco Cerúndolo |
| 23 de septiembre | Challenger de Buenos Aires Buenos Aires, Argentina Challenger 80 – Arcilla – 48S/4Q/16D Cuadro de individuales – Cuadro de dobles        | Guido Andreozzi Andrés Molteni 6–7 (3), 6–2, [10–1] | Hugo Dellien Federico Zeballos             | Leonardo Mayer Thiago Monteiro          | Agustín Velotti Juan Pablo Ficovich Andrea Collarini Francisco Cerúndolo |
| 30 de septiembre | Challenger de Nur-Sultan Astana, Kazajistán Challenger 80 – Dura (i) – 48S/4Q/16D Cuadro de individuales – Cuadro de dobles              | Illya Marchenko 4–6, 6–4, 6–3                       | Yannick Maden                              | Tomáš Macháč Ruben Bemelmans            | Corentin Moutet Alexey Vatutin Konstantin Kravchuk Evgeny Donskoy        |
| 30 de septiembre | Challenger de Nur-Sultan Astana, Kazajistán Challenger 80 – Dura (i) – 48S/4Q/16D Cuadro de individuales – Cuadro de dobles              | Harri Heliövaara Illya Marchenko 6–4, 6–4           | Karol Drzewiecki Szymon Walków             | Tomáš Macháč Ruben Bemelmans            | Corentin Moutet Alexey Vatutin Konstantin Kravchuk Evgeny Donskoy        |
| 30 de septiembre | São Paulo Challenger de Tenis São Paulo, Brasil Challenger 80 – Arcilla – 48S/4Q/16D Cuadro de individuales – Cuadro de dobles           | Juan Pablo Varillas 2–6, 7–6 (4), 6–2               | Juan Pablo Ficovich                        | Sumit Nagal Federico Coria              | Francisco Cerúndolo Nicolás Álvarez Diego Hidalgo Thomaz Bellucci        |
| 30 de septiembre | São Paulo Challenger de Tenis São Paulo, Brasil Challenger 80 – Arcilla – 48S/4Q/16D Cuadro de individuales – Cuadro de dobles           | Orlando Luz Rafael Matos 6–7 (2), 6–4, [10–8]       | Miguel Ángel Reyes-Varela Fernando Romboli | Sumit Nagal Federico Coria              | Francisco Cerúndolo Nicolás Álvarez Diego Hidalgo Thomaz Bellucci        |
| 30 de septiembre | Challenger Sánchez-Casal Barcelona, España Challenger 80 – Arcilla – 48S/4Q/16D Cuadro de individuales – Cuadro de dobles                | Salvatore Caruso 6–4, 6–2                           | Jozef Kovalík                              | Alessandro Giannessi Jaume Munar        | Carlos Taberner Filippo Baldi Pedro Sousa Mohamed Safwat                 |
| 30 de septiembre | Challenger Sánchez-Casal Barcelona, España Challenger 80 – Arcilla – 48S/4Q/16D Cuadro de individuales – Cuadro de dobles                | Simone Bolelli David Vega Hernández 6–4, 7–5        | Sergio Martos Gornés Ramkumar Ramanathan   | Alessandro Giannessi Jaume Munar        | Carlos Taberner Filippo Baldi Pedro Sousa Mohamed Safwat                 |

### Torneos en octubre
| Semana de     | Torneo | Campeones                                                    | Finalista                                 | Semifinales                               | Cuartos de final                                                           |
| ------------- | --- | ------------------------------------------------------------ | ----------------------------------------- | ----------------------------------------- | -------------------------------------------------------------------------- |
| 7 de octubre  | Challenger de Santo Domingo Santo Domingo, República Dominicana Challenger 125 – Arcilla – 48S/4Q/16D Cuadro de individuales – Cuadro de dobles   | Juan Pablo Varillas 6–3, 2–6, 6–2                            | Federico Coria                            | Thiago Monteiro Hugo Dellien              | Facundo Bagnis Alejandro Tabilo Guilherme Clezar Alessandro Giannessi      |
| 7 de octubre  | Challenger de Santo Domingo Santo Domingo, República Dominicana Challenger 125 – Arcilla – 48S/4Q/16D Cuadro de individuales – Cuadro de dobles   | Ariel Behar Gonzalo Escobar 6–7 (5), 6–4, [12–10]            | Orlando Luz Luis David Martínez           | Thiago Monteiro Hugo Dellien              | Facundo Bagnis Alejandro Tabilo Guilherme Clezar Alessandro Giannessi      |
| 7 de octubre  | Challenger de Mouilleron-le-Captif Mouilleron-le-Captif, Francia Challenger 100 – Dura (i) – 48S/4Q/16D Cuadro de individuales – Cuadro de dobles | Mikael Ymer 6–1, 6–4                                         | Mathias Bourgue                           | Jiří Veselý Jannik Sinner                 | Henri Laaksonen Antoine Hoang Dennis Novak Marius Copil                    |
| 7 de octubre  | Challenger de Mouilleron-le-Captif Mouilleron-le-Captif, Francia Challenger 100 – Dura (i) – 48S/4Q/16D Cuadro de individuales – Cuadro de dobles | Jonny O'Mara Ken Skupski 6–1, 6–4                            | Sander Arends David Pel                   | Jiří Veselý Jannik Sinner                 | Henri Laaksonen Antoine Hoang Dennis Novak Marius Copil                    |
| 7 de octubre  | Challenger de Fairfield Fairfield, Estados Unidos Challenger 100 – Dura – 48S/4Q/16D Cuadro de individuales – Cuadro de dobles                    | Christopher O'Connell 6–4, 6–4                               | Steve Johnson                             | Brandon Nakashima Kevin King              | Darian King Taro Daniel Jack Draper Peter Polansky                         |
| 7 de octubre  | Challenger de Fairfield Fairfield, Estados Unidos Challenger 100 – Dura – 48S/4Q/16D Cuadro de individuales – Cuadro de dobles                    | Darian King Peter Polansky 6–4, 3–6, [12–10]                 | André Göransson Sem Verbeek               | Brandon Nakashima Kevin King              | Darian King Taro Daniel Jack Draper Peter Polansky                         |
| 14 de octubre | Torneo de Ningbo Ningbó, China Challenger 125 – Dura – 48S/4Q/16D Cuadro de individuales – Cuadro de dobles                                       | Yasutaka Uchiyama 6–1, 6–3                                   | Steven Diez                               | Alejandro Davidovich Fokina Bradley Klahn | Prajnesh Gunneswaran Borna Gojo Frederico Ferreira Silva Hiroki Moriya     |
| 14 de octubre | Torneo de Ningbo Ningbó, China Challenger 125 – Dura – 48S/4Q/16D Cuadro de individuales – Cuadro de dobles                                       | Andrew Harris Marc Polmans 6–0, 6–1                          | Alex Bolt Matt Reid                       | Alejandro Davidovich Fokina Bradley Klahn | Prajnesh Gunneswaran Borna Gojo Frederico Ferreira Silva Hiroki Moriya     |
| 14 de octubre | Abierto de Wolffkran Ismaning, Alemania Challenger 90 – Moqueta (i) – 48S/4Q/16D Cuadro de individuales – Cuadro de dobles                        | Lukáš Lacko 6–3, 6–0                                         | Maxime Cressy                             | Jiří Veselý Julian Lenz                   | Adrián Menéndez Maceiras Daniel Masur Teymuraz Gabashvili Johannes Härteis |
| 14 de octubre | Abierto de Wolffkran Ismaning, Alemania Challenger 90 – Moqueta (i) – 48S/4Q/16D Cuadro de individuales – Cuadro de dobles                        | Quentin Halys Tristan Lamasine 6–3, 7–5                      | James Cerretani Maxime Cressy             | Jiří Veselý Julian Lenz                   | Adrián Menéndez Maceiras Daniel Masur Teymuraz Gabashvili Johannes Härteis |
| 14 de octubre | Challenger de Las Vegas Las Vegas, Estados Unidos Challenger 80 – Dura – 48S/4Q/16D Cuadro de individuales – Cuadro de dobles                     | Vasek Pospisil 7–5, 6–7 (11), 6–3                            | James Duckworth                           | Ernesto Escobedo Christopher O'Connell    | Steve Johnson Stefan Kozlov Marcos Giron Taro Daniel                       |
| 14 de octubre | Challenger de Las Vegas Las Vegas, Estados Unidos Challenger 80 – Dura – 48S/4Q/16D Cuadro de individuales – Cuadro de dobles                     | Ruben Gonzales Ruan Roelofse 2–6, 6–3, [10–8]                | Nathan Pasha Max Schnur                   | Ernesto Escobedo Christopher O'Connell    | Steve Johnson Stefan Kozlov Marcos Giron Taro Daniel                       |
| 21 de octubre | Challenger de Brest Brest, Francia Challenger 100– Dura (i) – 48S/4Q/16D Cuadro de individuales – Cuadro de dobles                                | Ugo Humbert 6–2, 6–3                                         | Evgeny Donskoy                            | Norbert Gombos Lloyd Harris               | Antoine Hoang Illya Marchenko Corentin Denolly Roberto Carballés Baena     |
| 21 de octubre | Challenger de Brest Brest, Francia Challenger 100– Dura (i) – 48S/4Q/16D Cuadro de individuales – Cuadro de dobles                                | Denys Molchanov Andrei Vasilevski 6–3, 6–1                   | Andrea Vavassori David Vega Hernández     | Norbert Gombos Lloyd Harris               | Antoine Hoang Illya Marchenko Corentin Denolly Roberto Carballés Baena     |
| 21 de octubre | Challenger de Traralgon Traralgon, Australia Challenger 80– Dura – 48S/4Q/16D Cuadro de individuales – Cuadro de dobles                           | Marc Polmans 7–5, 6–3                                        | Andrew Harris                             | Hiroki Moriya Tatsuma Ito                 | Yasutaka Uchiyama Alejandro Tabilo James Duckworth Max Purcell             |
| 21 de octubre | Challenger de Traralgon Traralgon, Australia Challenger 80– Dura – 48S/4Q/16D Cuadro de individuales – Cuadro de dobles                           | Max Purcell Luke Saville 6–7 (2), 6–3, [10–4]                | Brydan Klein Scott Puodziunas             | Hiroki Moriya Tatsuma Ito                 | Yasutaka Uchiyama Alejandro Tabilo James Duckworth Max Purcell             |
| 21 de octubre | Challenger de Hamburgo Hamburgo, Alemania Challenger 80– Dura (i) – 48S/4Q/16D Cuadro de individuales – Cuadro de dobles                          | Botic van de Zandschulp 6–3, 5–7, 6–1                        | Bernabé Zapata Miralles                   | Salvatore Caruso Elias Ymer               | Federico Gaio Cedrik-Marcel Stebe Altuğ Çelikbilek Daniel Altmaier         |
| 21 de octubre | Challenger de Hamburgo Hamburgo, Alemania Challenger 80– Dura (i) – 48S/4Q/16D Cuadro de individuales – Cuadro de dobles                          | James Cerretani Maxime Cressy 6–4, 6–4                       | Ken Skupski John-Patrick Smith            | Salvatore Caruso Elias Ymer               | Federico Gaio Cedrik-Marcel Stebe Altuğ Çelikbilek Daniel Altmaier         |
| 21 de octubre | Challenger de Lima Lima, Perú Challenger 80 – Arcilla – 48S/4Q/16D Cuadro de individuales – Cuadro de dobles                                      | Thiago Monteiro 6–2, 6–7 (7), 6–4                            | Federico Coria                            | Juan Pablo Varillas Facundo Bagnis        | Thiago Seyboth Wild Juan Pablo Ficovich Daniel Elahi Galán João Menezes    |
| 21 de octubre | Challenger de Lima Lima, Perú Challenger 80 – Arcilla – 48S/4Q/16D Cuadro de individuales – Cuadro de dobles                                      | Ariel Behar Gonzalo Escobar 6–2, 2–6, [10–3]                 | Luis David Martínez Felipe Meligeni Alves | Juan Pablo Varillas Facundo Bagnis        | Thiago Seyboth Wild Juan Pablo Ficovich Daniel Elahi Galán João Menezes    |
| 21 de octubre | Challenger de Liuzhou Liuzhou, China Challenger 80 – Dura – 48S/4Q/16D Cuadro de individuales – Cuadro de dobles                                  | Alejandro Davidovich Fokina 6–3, 5–7, 7–6 (5)                | Denis Istomin                             | Danilo Petrović Borna Gojo                | Tung-lin Wu Zhe Li Jung Jason Yuta Shimizu                                 |
| 21 de octubre | Challenger de Liuzhou Liuzhou, China Challenger 80 – Dura – 48S/4Q/16D Cuadro de individuales – Cuadro de dobles                                  | Mikhail Elgin Denis Istomin 3–6, 6–4, [10–6]                 | Ji-sung Nam Min-kyu Song                  | Danilo Petrović Borna Gojo                | Tung-lin Wu Zhe Li Jung Jason Yuta Shimizu                                 |
| 28 de octubre | Abierto de Shenzhen Longhua Shenzhen, China Challenger 100– Dura (i) – 48S/4Q/16D Cuadro de individuales – Cuadro de dobles                       | Zhizhen Zhang 6–3, 4–6, 6–1                                  | Zhe Li                                    | Mohamed Safwat Frederico Ferreira Silva   | Denis Yevseyev Roman Safiullin Go Soeda Jung Jason                         |
| 28 de octubre | Abierto de Shenzhen Longhua Shenzhen, China Challenger 100– Dura (i) – 48S/4Q/16D Cuadro de individuales – Cuadro de dobles                       | Cheng-peng Hsieh Tsung-hua Yang 6–2, 7–5                     | Mikhail Elgin Ramkumar Ramanathan         | Mohamed Safwat Frederico Ferreira Silva   | Denis Yevseyev Roman Safiullin Go Soeda Jung Jason                         |
| 28 de octubre | Challenger de Charlottesville Charlottesville, Estados Unidos Challenger 80 – Dura (i) – 48S/4Q/16D Cuadro de individuales – Cuadro de dobles     | Vasek Pospisil 7–6 (2), 3–6, 6–2                             | Brayden Schnur                            | Dmitry Popko Brandon Nakashima            | Blaž Rola Marcos Giron Taro Daniel Filip Peliwo                            |
| 28 de octubre | Challenger de Charlottesville Charlottesville, Estados Unidos Challenger 80 – Dura (i) – 48S/4Q/16D Cuadro de individuales – Cuadro de dobles     | Mitchell Krueger Blaž Rola 6–4, 6–1                          | Sekou Bangoura Blaž Kavčič                | Dmitry Popko Brandon Nakashima            | Blaž Rola Marcos Giron Taro Daniel Filip Peliwo                            |
| 28 de octubre | Challenger de Playford 2 Playford, Australia Challenger 80 – Dura – 48S/4Q/16D Cuadro de individuales – Cuadro de dobles                          | James Duckworth 7–6 (2), 6–4                                 | Yasutaka Uchiyama                         | Marc Polmans Tatsuma Ito                  | Andrew Harris Luke Saville Alex Bolt Jay Clarke                            |
| 28 de octubre | Challenger de Playford 2 Playford, Australia Challenger 80 – Dura – 48S/4Q/16D Cuadro de individuales – Cuadro de dobles                          | Harri Heliövaara Patrik Niklas-Salminen 6–4, 6–7 (4), [10–7] | Ruben Gonzales Evan King                  | Marc Polmans Tatsuma Ito                  | Andrew Harris Luke Saville Alex Bolt Jay Clarke                            |
| 28 de octubre | Challenger de Eckental Eckental, Alemania Challenger 80 – Moqueta (i) – 48S/4Q/16D Cuadro de individuales – Cuadro de dobles                      | Jiří Veselý 6–4, 4–6, 6–3                                    | Steve Darcis                              | Lloyd Harris Evgeny Karlovskiy            | Illya Marchenko Lukáš Lacko Peter Gojowczyk Botic van de Zandschulp        |
| 28 de octubre | Challenger de Eckental Eckental, Alemania Challenger 80 – Moqueta (i) – 48S/4Q/16D Cuadro de individuales – Cuadro de dobles                      | Ken Skupski John-Patrick Smith 7–6 (2), 6–4                  | Sander Arends Roman Jebavý                | Lloyd Harris Evgeny Karlovskiy            | Illya Marchenko Lukáš Lacko Peter Gojowczyk Botic van de Zandschulp        |
| 28 de octubre | Challenger de Guayaquil Guayaquil, Ecuador Challenger 80 – Arcilla – 48S/4Q/16D Cuadro de individuales – Cuadro de dobles                         | Thiago Seyboth Wild 6–4, 6–0                                 | Hugo Dellien                              | Federico Coria Juan Pablo Varillas        | Facundo Bagnis Yannick Hanfmann Francisco Cerúndolo Leonardo Mayer         |
| 28 de octubre | Challenger de Guayaquil Guayaquil, Ecuador Challenger 80 – Arcilla – 48S/4Q/16D Cuadro de individuales – Cuadro de dobles                         | Ariel Behar Gonzalo Escobar 7–6 (4), 7–6 (5)                 | Pedro Sakamoto Thiago Seyboth Wild        | Federico Coria Juan Pablo Varillas        | Facundo Bagnis Yannick Hanfmann Francisco Cerúndolo Leonardo Mayer         |

### Torneos en noviembre
| Semana de       | Torneo | Campeones                                                       | Finalista                                   | Semifinales                               | Cuartos de final                                                |
| --------------- | --- | --------------------------------------------------------------- | ------------------------------------------- | ----------------------------------------- | --------------------------------------------------------------- |
| 4 de noviembre  | Challenger de Bratislava Bratislava, Eslovaquia Challenger 110 – Dura (i) – 48S/4Q/16D Cuadro de individuales – Cuadro de dobles                   | Dennis Novak 6–1, 6–1                                           | Damir Džumhur                               | Zdeněk Kolář Egor Gerasimov               | Mikhail Kukushkin Lloyd Harris Stefano Travaglia Ilya Ivashka   |
| 4 de noviembre  | Challenger de Bratislava Bratislava, Eslovaquia Challenger 110 – Dura (i) – 48S/4Q/16D Cuadro de individuales – Cuadro de dobles                   | Frederik Nielsen Tim Pütz 4–6, 7–6 (4), [11–9]                  | Roman Jebavý Igor Zelenay                   | Zdeněk Kolář Egor Gerasimov               | Mikhail Kukushkin Lloyd Harris Stefano Travaglia Ilya Ivashka   |
| 4 de noviembre  | Challenger de Knoxville Knoxville, Estados Unidos Challenger 80 – Dura (i) – 48S/4Q/16D Cuadro de individuales – Cuadro de dobles                  | Michael Mmoh 6–4, 6–4                                           | Christopher O'Connell                       | Tommy Paul Liam Broady                    | Blaž Rola Ernesto Escobedo Aleksandar Kovacevic Gijs Brouwer    |
| 4 de noviembre  | Challenger de Knoxville Knoxville, Estados Unidos Challenger 80 – Dura (i) – 48S/4Q/16D Cuadro de individuales – Cuadro de dobles                  | Hans Hach Verdugo Adrián Menéndez Maceiras 7–6 (6), 4–6, [10–5] | Bradley Klahn Sem Verbeek                   | Tommy Paul Liam Broady                    | Blaž Rola Ernesto Escobedo Aleksandar Kovacevic Gijs Brouwer    |
| 4 de noviembre  | Challenger de Kobe Kobe, Japón Challenger 80 – Dura (i) – 48S/4Q/16D Cuadro de individuales – Cuadro de dobles                                     | Yosuke Watanuki 6–2, 6–4                                        | Yūichi Sugita                               | Tim van Rijthoven Shintaro Imai           | Ji-sung Nam Go Soeda Hiroki Moriya Ramkumar Ramanathan          |
| 4 de noviembre  | Challenger de Kobe Kobe, Japón Challenger 80 – Dura (i) – 48S/4Q/16D Cuadro de individuales – Cuadro de dobles                                     | Purav Raja Ramkumar Ramanathan 7–6 (6), 6–3                     | André Göransson Christopher Rungkat         | Tim van Rijthoven Shintaro Imai           | Ji-sung Nam Go Soeda Hiroki Moriya Ramkumar Ramanathan          |
| 4 de noviembre  | Torneo de Montevideo Montevideo, Uruguay Challenger 80 – Arcilla – 48S/4Q/16D Cuadro de individuales – Cuadro de dobles                            | Jaume Munar 7–5, 6–2                                            | Federico Delbonis                           | Juan Manuel Cerúndolo Thiago Seyboth Wild | Facundo Bagnis Andrej Martin Andrea Collarini Hugo Dellien      |
| 4 de noviembre  | Torneo de Montevideo Montevideo, Uruguay Challenger 80 – Arcilla – 48S/4Q/16D Cuadro de individuales – Cuadro de dobles                            | Facundo Bagnis Andrés Molteni 6–4, 5–7, [12–10]                 | Orlando Luz Rafael Matos                    | Juan Manuel Cerúndolo Thiago Seyboth Wild | Facundo Bagnis Andrej Martin Andrea Collarini Hugo Dellien      |
| 11 de noviembre | Challenger de Houston Houston, Estados Unidos Challenger 125 – Dura – 48S/4Q/16D Cuadro de individuales – Cuadro de dobles                         | Marcos Giron 7–5, 6–7 (5), 7–6 (9)                              | Ivo Karlović                                | Mitchell Krueger Christopher O'Connell    | Michael Redlicki Jung Jason Alexis Galarneau Michael Mmoh       |
| 11 de noviembre | Challenger de Houston Houston, Estados Unidos Challenger 125 – Dura – 48S/4Q/16D Cuadro de individuales – Cuadro de dobles                         | Jonathan Erlich Santiago González 6–3, 7–6 (4)                  | Ariel Behar Gonzalo Escobar                 | Mitchell Krueger Christopher O'Connell    | Michael Redlicki Jung Jason Alexis Galarneau Michael Mmoh       |
| 11 de noviembre | Challenger de Champaign-Urbana Champaign (Illinois), Estados Unidos Challenger 80 – Dura (i)– 48S/4Q/16D Cuadro de individuales – Cuadro de dobles | Jeffrey John Wolf 6–4, 6–7 (3), 7–6 (6)                         | Sebastian Korda                             | Blaž Kavčič Alexander Brown               | Stefan Kozlov Keegan Smith Martin Redlicki Juan Pablo Ficovich  |
| 11 de noviembre | Challenger de Champaign-Urbana Champaign (Illinois), Estados Unidos Challenger 80 – Dura (i)– 48S/4Q/16D Cuadro de individuales – Cuadro de dobles | Christopher Eubanks Kevin King 7–5, 6–3                         | Evan Hoyt Martin Redlicki                   | Blaž Kavčič Alexander Brown               | Stefan Kozlov Keegan Smith Martin Redlicki Juan Pablo Ficovich  |
| 11 de noviembre | Abierto de Tali Helsinki, Finlandia Challenger 80 – Dura (i)– 48S/4Q/16D Cuadro de individuales – Cuadro de dobles                                 | Emil Ruusuvuori 6–3, 6–7 (4), 6–2                               | Mohamed Safwat                              | Ilya Ivashka Carlos Taberner              | Harri Heliövaara Alex Molčan Sergiy Stakhovsky Elias Ymer       |
| 11 de noviembre | Abierto de Tali Helsinki, Finlandia Challenger 80 – Dura (i)– 48S/4Q/16D Cuadro de individuales – Cuadro de dobles                                 | Frederik Nielsen Tim Pütz 7–6 (2), 6–0                          | Tomislav Draganja Pavel Kotov               | Ilya Ivashka Carlos Taberner              | Harri Heliövaara Alex Molčan Sergiy Stakhovsky Elias Ymer       |
| 11 de noviembre | Challenger de Ortisei Ortisei, Italia Challenger 80 – Dura (i)– 48S/4Q/16D Cuadro de individuales – Cuadro de dobles                               | Jannik Sinner 6–2, 6–4                                          | Sebastian Ofner                             | Luca Vanni Antoine Hoang                  | Peter Gojowczyk Lorenzo Musetti Elliot Benchetrit Federico Gaio |
| 11 de noviembre | Challenger de Ortisei Ortisei, Italia Challenger 80 – Dura (i)– 48S/4Q/16D Cuadro de individuales – Cuadro de dobles                               | Nikola Čačić Antonio Šančić 6–7 (5), 7–6 (3), [10–7]            | Sander Arends David Pel                     | Luca Vanni Antoine Hoang                  | Peter Gojowczyk Lorenzo Musetti Elliot Benchetrit Federico Gaio |
| 11 de noviembre | Challenger de Pune Pune, India Challenger 80 – Dura – 48S/4Q/16D Cuadro de individuales – Cuadro de dobles                                         | James Duckworth 4–6, 6–4, 6–4                                   | Jay Clarke                                  | Roberto Ortega Olmedo Ramkumar Ramanathan | Tim van Rijthoven Steven Diez Sumit Nagal Sasikumar Mukund      |
| 11 de noviembre | Challenger de Pune Pune, India Challenger 80 – Dura – 48S/4Q/16D Cuadro de individuales – Cuadro de dobles                                         | Purav Raja Ramkumar Ramanathan 7–6 (3), 6–3                     | Arjun Kadhe Saketh Myneni                   | Roberto Ortega Olmedo Ramkumar Ramanathan | Tim van Rijthoven Steven Diez Sumit Nagal Sasikumar Mukund      |
| 18 de noviembre | Challenger de Maia Maia, Portugal Challenger 80 – Arcilla (i) – 48S/4Q/16D Cuadro de individuales – Cuadro de dobles                               | Jozef Kovalík 6–0, 6-4                                          | Constant Lestienne                          | Andrej Martin João Domingues              | Riccardo Bonadio Paolo Lorenzi Roberto Marcora Andrea Vavassori |
| 18 de noviembre | Challenger de Maia Maia, Portugal Challenger 80 – Arcilla (i) – 48S/4Q/16D Cuadro de individuales – Cuadro de dobles                               | Andre Begemann Daniel Masur 7–6 (2), 6–4                        | Guillermo García López David Vega Hernández | Andrej Martin João Domingues              | Riccardo Bonadio Paolo Lorenzi Roberto Marcora Andrea Vavassori |

## Estadística
Estas tablas presentan el número de títulos individuales (I) y dobles (D) ganados por cada jugador y cada nación durante la temporada. Los jugadores / naciones se clasifican por: 1) número total de títulos (un título de dobles ganado por dos jugadores que representan la misma nación cuenta como un solo triunfo para la nación); 2) una jerarquía de individual > dobles; 3) orden alfabético (se ordenan por su apellido).

### Títulos por tenistas
| Total | Jugador                     | I | D |
| ----- | --------------------------- | - | - |
| 7     | Max Purcell                 | 0 | 7 |
| 7     | Luke Saville                | 0 | 7 |
| 6     | Emil Ruusuvuori             | 4 | 2 |
| 6     | Ariel Behar                 | 0 | 6 |
| 6     | Gonzalo Escobar             | 0 | 6 |
| 6     | Hsieh Cheng-peng            | 0 | 6 |
| 6     | Filip Polášek               | 0 | 6 |
| 6     | Andrei Vasilevski           | 0 | 6 |
| 5     | Sander Arends               | 0 | 5 |
| 5     | Tomislav Brkić              | 0 | 5 |
| 5     | Ante Pavić                  | 0 | 5 |
| 5     | Fernando Romboli            | 0 | 5 |
| 4     | Ričardas Berankis           | 4 | 0 |
| 4     | James Duckworth             | 4 | 0 |
| 4     | Mikael Ymer                 | 4 | 0 |
| 4     | Gianluca Mager              | 3 | 1 |
| 4     | Andrej Martin               | 3 | 1 |
| 4     | Marcos Giron                | 2 | 2 |
| 4     | Marc Polmans                | 2 | 2 |
| 4     | Romain Arneodo              | 0 | 4 |
| 4     | Andre Begemann              | 0 | 4 |
| 4     | Robert Galloway             | 0 | 4 |
| 4     | Kevin Krawietz              | 0 | 4 |
| 4     | Nathaniel Lammons           | 0 | 4 |
| 4     | Roberto Maytín              | 0 | 4 |
| 4     | Hugo Nys                    | 0 | 4 |
| 4     | Gonçalo Oliveira            | 0 | 4 |
| 4     | Philipp Oswald              | 0 | 4 |
| 4     | Christopher Rungkat         | 0 | 4 |
| 3     | Pablo Andújar               | 3 | 0 |
| 3     | Alexander Bublik            | 3 | 0 |
| 3     | Ugo Humbert                 | 3 | 0 |
| 3     | Thiago Monteiro             | 3 | 0 |
| 3     | Tommy Paul                  | 3 | 0 |
| 3     | Jannik Sinner               | 3 | 0 |
| 3     | Grégoire Barrère            | 2 | 1 |
| 3     | Maxime Cressy               | 1 | 2 |
| 3     | Peter Polansky              | 1 | 2 |
| 3     | Guido Andreozzi             | 0 | 3 |
| 3     | Guillermo Durán             | 0 | 3 |
| 3     | Jonathan Erlich             | 0 | 3 |
| 3     | Santiago González           | 0 | 3 |
| 3     | André Göransson             | 0 | 3 |
| 3     | Harri Heliövaara            | 0 | 3 |
| 3     | Florin Mergea               | 0 | 3 |
| 3     | Denys Molchanov             | 0 | 3 |
| 3     | Andrés Molteni              | 0 | 3 |
| 3     | David Pel                   | 0 | 3 |
| 3     | Tim Pütz                    | 0 | 3 |
| 3     | Ramkumar Ramanathan         | 0 | 3 |
| 3     | Adil Shamasdin              | 0 | 3 |
| 3     | Tsung-Hua Yang              | 0 | 3 |
| 3     | Igor Zelenay                | 0 | 3 |
| 2     | Roberto Carballés Baena     | 2 | 0 |
| 2     | Pablo Cuevas                | 2 | 0 |
| 2     | Alejandro Davidovich Fokina | 2 | 0 |
| 2     | Hugo Dellien                | 2 | 0 |
| 2     | Daniel Evans                | 2 | 0 |
| 2     | Norbert Gombos              | 2 | 0 |
| 2     | Yannick Hanfmann            | 2 | 0 |
| 2     | Jozef Kovalík               | 2 | 0 |
| 2     | Soon Woo Kwon               | 2 | 0 |
| 2     | Henri Laaksonen             | 2 | 0 |
| 2     | Kamil Majchrzak             | 2 | 0 |
| 2     | Corentin Moutet             | 2 | 0 |
| 2     | Dennis Novak                | 2 | 0 |
| 2     | Christopher O'Connell       | 2 | 0 |
| 2     | Danilo Petrović             | 2 | 0 |
| 2     | Vasek Pospisil              | 2 | 0 |
| 2     | Tommy Robredo               | 2 | 0 |
| 2     | Pedro Sousa                 | 2 | 0 |
| 2     | Yūichi Sugita               | 2 | 0 |
| 2     | Stefano Travaglia           | 2 | 0 |
| 2     | Yasutaka Uchiyama           | 2 | 0 |
| 2     | Juan Pablo Varillas         | 2 | 0 |
| 2     | Jeffrey John Wolf           | 2 | 0 |
| 2     | Zhizhen Zhang               | 2 | 0 |
| 2     | Dustin Brown                | 1 | 1 |
| 2     | Matías Franco Descotte      | 1 | 1 |
| 2     | Marcel Granollers           | 1 | 1 |
| 2     | Lloyd Harris                | 1 | 1 |
| 2     | Marc-Andrea Hüsler          | 1 | 1 |
| 2     | Bradley Klahn               | 1 | 1 |
| 2     | Mitchell Krueger            | 1 | 1 |
| 2     | Illya Marchenko             | 1 | 1 |
| 2     | Michael Mmoh                | 1 | 1 |
| 2     | Sebastian Ofner             | 1 | 1 |
| 2     | Blaž Rola                   | 1 | 1 |
| 2     | Dudi Sela                   | 1 | 1 |
| 2     | JC Aragone                  | 0 | 2 |
| 2     | Marcelo Arévalo             | 0 | 2 |
| 2     | Ruben Bemelmans             | 0 | 2 |
| 2     | Simone Bolelli              | 0 | 2 |
| 2     | Nikola Čačić                | 0 | 2 |
| 2     | Scott Clayton               | 0 | 2 |
| 2     | Sadio Doumbia               | 0 | 2 |
| 2     | Andrey Golubev              | 0 | 2 |
| 2     | Mao-Xin Gong                | 0 | 2 |
| 2     | Gerard Granollers           | 0 | 2 |
| 2     | Laurynas Grigelis           | 0 | 2 |
| 2     | Quentin Halys               | 0 | 2 |
| 2     | Darian King                 | 0 | 2 |
| 2     | Evan King                   | 0 | 2 |
| 2     | Zdeněk Kolář                | 0 | 2 |
| 2     | Orlando Luz                 | 0 | 2 |
| 2     | Luca Margaroli              | 0 | 2 |
| 2     | Fabrice Martin              | 0 | 2 |
| 2     | Daniel Masur                | 0 | 2 |
| 2     | Andreas Mies                | 0 | 2 |
| 2     | Ji Sung Nam                 | 0 | 2 |
| 2     | Aleksandr Nedovyesov        | 0 | 2 |
| 2     | Fabrício Neis               | 0 | 2 |
| 2     | Frederik Nielsen            | 0 | 2 |
| 2     | Jonny O'Mara                | 0 | 2 |
| 2     | Andrea Pellegrino           | 0 | 2 |
| 2     | Aisam-ul-Haq Qureshi        | 0 | 2 |
| 2     | Purav Raja                  | 0 | 2 |
| 2     | Fabien Reboul               | 0 | 2 |
| 2     | Martin Redlicki             | 0 | 2 |
| 2     | Miguel Ángel Reyes-Varela   | 0 | 2 |
| 2     | Ken Skupski                 | 0 | 2 |
| 2     | John-Patrick Smith          | 0 | 2 |
| 2     | Min-kyu Song                | 0 | 2 |
| 2     | David Vega Hernández        | 0 | 2 |
| 2     | Sem Verbeek                 | 0 | 2 |
| 2     | Tristan-Samuel Weissborn    | 0 | 2 |
| 2     | Jackson Withrow             | 0 | 2 |
| 2     | Ze Zhang                    | 0 | 2 |
| 1     | Marcos Baghdatis            | 1 | 0 |
| 1     | Aljaž Bedene                | 1 | 0 |
| 1     | Matteo Berrettini           | 1 | 0 |
| 1     | Salvatore Caruso            | 1 | 0 |
| 1     | Hyeon Chung                 | 1 | 0 |
| 1     | Jay Clarke                  | 1 | 0 |
| 1     | Andrea Collarini            | 1 | 0 |
| 1     | Federico Coria              | 1 | 0 |
| 1     | Federico Delbonis           | 1 | 0 |
| 1     | Steven Diez                 | 1 | 0 |
| 1     | João Domingues              | 1 | 0 |
| 1     | Evgeny Donskoy              | 1 | 0 |
| 1     | Rogério Dutra Silva         | 1 | 0 |
| 1     | Kyle Edmund                 | 1 | 0 |
| 1     | Ernesto Escobedo            | 1 | 0 |
| 1     | Taylor Fritz                | 1 | 0 |
| 1     | Federico Gaio               | 1 | 0 |
| 1     | Egor Gerasimov              | 1 | 0 |
| 1     | Alessandro Giannessi        | 1 | 0 |
| 1     | Lorenzo Giustino            | 1 | 0 |
| 1     | Emilio Gómez                | 1 | 0 |
| 1     | Tallon Griekspoor           | 1 | 0 |
| 1     | Hubert Hurkacz              | 1 | 0 |
| 1     | Steve Johnson               | 1 | 0 |
| 1     | Jason Jung                  | 1 | 0 |
| 1     | Dominik Koepfer             | 1 | 0 |
| 1     | Filip Krajinović            | 1 | 0 |
| 1     | Jason Kubler                | 1 | 0 |
| 1     | Nicola Kuhn                 | 1 | 0 |
| 1     | Lukáš Lacko                 | 1 | 0 |
| 1     | Enrique López Pérez         | 1 | 0 |
| 1     | Facundo Mena                | 1 | 0 |
| 1     | João Menezes                | 1 | 0 |
| 1     | John Millman                | 1 | 0 |
| 1     | Nikola Milojević            | 1 | 0 |
| 1     | Mats Moraing                | 1 | 0 |
| 1     | Jaume Munar                 | 1 | 0 |
| 1     | Sumit Nagal                 | 1 | 0 |
| 1     | Renzo Olivo                 | 1 | 0 |
| 1     | Lucas Pouille               | 1 | 0 |
| 1     | Andreas Seppi               | 1 | 0 |
| 1     | Thiago Seyboth Wild         | 1 | 0 |
| 1     | Lorenzo Sonego              | 1 | 0 |
| 1     | Mikael Torpegaard           | 1 | 0 |
| 1     | Marco Trungelliti           | 1 | 0 |
| 1     | Jo-Wilfried Tsonga          | 1 | 0 |
| 1     | Botic van de Zandschulp     | 1 | 0 |
| 1     | Jiří Veselý                 | 1 | 0 |
| 1     | Mario Vilella Martínez      | 1 | 0 |
| 1     | Yosuke Watanuki             | 1 | 0 |
| 1     | Franco Agamenone            | 0 | 1 |
| 1     | Facundo Bagnis              | 0 | 1 |
| 1     | Sriram Balaji               | 0 | 1 |
| 1     | Sekou Bangoura              | 0 | 1 |
| 1     | Thomaz Bellucci             | 0 | 1 |
| 1     | James Cerretani             | 0 | 1 |
| 1     | Martín Cuevas               | 0 | 1 |
| 1     | Marcus Daniell              | 0 | 1 |
| 1     | Thiemo de Bakker            | 0 | 1 |
| 1     | Marcelo Demoliner           | 0 | 1 |
| 1     | Corentin Denolly            | 0 | 1 |
| 1     | Matthew Ebden               | 0 | 1 |
| 1     | Moez Echargui               | 0 | 1 |
| 1     | Mikhail Elgin               | 0 | 1 |
| 1     | Christopher Eubanks         | 0 | 1 |
| 1     | Jonáš Forejtek              | 0 | 1 |
| 1     | Teymuraz Gabashvili         | 0 | 1 |
| 1     | Xin Gao                     | 0 | 1 |
| 1     | Sander Gillé                | 0 | 1 |
| 1     | Carlos Gómez-Herrera        | 0 | 1 |
| 1     | Ruben Gonzales              | 0 | 1 |
| 1     | Robin Haase                 | 0 | 1 |
| 1     | Hans Hach Verdugo           | 0 | 1 |
| 1     | Andrew Harris               | 0 | 1 |
| 1     | Diego Hidalgo               | 0 | 1 |
| 1     | Denis Istomin               | 0 | 1 |
| 1     | Arjun Kadhe                 | 0 | 1 |
| 1     | Kevin King                  | 0 | 1 |
| 1     | Tristan Lamasine            | 0 | 1 |
| 1     | Alex Lawson                 | 0 | 1 |
| 1     | Zhe Li                      | 0 | 1 |
| 1     | Robert Lindstedt            | 0 | 1 |
| 1     | Paolo Lorenzi               | 0 | 1 |
| 1     | Skander Mansouri            | 0 | 1 |
| 1     | David Marrero               | 0 | 1 |
| 1     | Pedro Martínez              | 0 | 1 |
| 1     | Rafael Matos                | 0 | 1 |
| 1     | Ben McLachlan               | 0 | 1 |
| 1     | Jürgen Melzer               | 0 | 1 |
| 1     | Adrián Menéndez Maceiras    | 0 | 1 |
| 1     | Lucas Miedler               | 0 | 1 |
| 1     | Alexandre Müller            | 0 | 1 |
| 1     | Jamie Murray                | 0 | 1 |
| 1     | Saketh Myneni               | 0 | 1 |
| 1     | Patrik Niklas-Salminen      | 0 | 1 |
| 1     | Dennis Novikov              | 0 | 1 |
| 1     | Nathan Pasha                | 0 | 1 |
| 1     | Adam Pavlásek               | 0 | 1 |
| 1     | Hans Podlipnik              | 0 | 1 |
| 1     | Hunter Reese                | 0 | 1 |
| 1     | Matt Reid                   | 0 | 1 |
| 1     | Jurij Rodionov              | 0 | 1 |
| 1     | Ruan Roelofse               | 0 | 1 |
| 1     | Ivan Sabanov                | 0 | 1 |
| 1     | Matej Sabanov               | 0 | 1 |
| 1     | Antonio Šančić              | 0 | 1 |
| 1     | Bernardo Saraiva            | 0 | 1 |
| 1     | Divij Sharan                | 0 | 1 |
| 1     | Neal Skupski                | 0 | 1 |
| 1     | Fajing Sun                  | 0 | 1 |
| 1     | Andrea Vavassori            | 0 | 1 |
| 1     | Joran Vliegen               | 0 | 1 |
| 1     | Michael Vrbenský            | 0 | 1 |
| 1     | Donald Young                | 0 | 1 |

### Títulos por país
| Total | País                 | S  | D  |
| ----- | -------------------- | -- | -- |
| 34    | Estados Unidos       | 14 | 20 |
| 23    | España               | 14 | 9  |
| 22    | Australia            | 10 | 12 |
| 21    | Italia               | 15 | 6  |
| 18    | Francia              | 9  | 9  |
| 18    | Eslovaquia           | 8  | 10 |
| 18    | Alemania             | 5  | 13 |
| 16    | Brasil               | 6  | 10 |
| 15    | Argentina            | 7  | 8  |
| 12    | Austria              | 3  | 9  |
| 10    | Reino Unido          | 4  | 6  |
| 10    | Países Bajos         | 2  | 8  |
| 9     | Canadá               | 4  | 5  |
| 9     | Uruguay              | 2  | 7  |
| 8     | Finlandia            | 4  | 4  |
| 8     | Suecia               | 4  | 4  |
| 8     | Portugal             | 3  | 5  |
| 8     | China Taipéi         | 1  | 7  |
| 8     | Ecuador              | 1  | 7  |
| 7     | Bielorrusia          | 1  | 6  |
| 7     | India                | 1  | 6  |
| 7     | Croacia              | 0  | 7  |
| 6     | Japón                | 5  | 1  |
| 6     | Lituania             | 4  | 2  |
| 6     | Serbia               | 4  | 2  |
| 6     | Suiza                | 3  | 3  |
| 6     | China                | 2  | 4  |
| 6     | México               | 0  | 6  |
| 5     | Kazajistán           | 3  | 2  |
| 5     | Corea del Sur        | 3  | 2  |
| 5     | Israel               | 1  | 4  |
| 5     | Ucrania              | 1  | 4  |
| 5     | Bosnia y Herzegovina | 0  | 5  |
| 4     | República Checa      | 1  | 3  |
| 4     | Indonesia            | 0  | 4  |
| 4     | Mónaco               | 0  | 4  |
| 4     | Venezuela            | 0  | 4  |
| 3     | Polonia              | 3  | 0  |
| 3     | Eslovenia            | 2  | 1  |
| 3     | Dinamarca            | 1  | 2  |
| 3     | Rusia                | 1  | 2  |
| 3     | Sudáfrica            | 1  | 2  |
| 3     | Bélgica              | 0  | 3  |
| 3     | Rumania              | 0  | 3  |
| 2     | Bolivia              | 2  | 0  |
| 2     | Perú                 | 2  | 0  |
| 2     | Barbados             | 0  | 2  |
| 2     | El Salvador          | 0  | 2  |
| 2     | Pakistán             | 0  | 2  |
| 1     | Chipre               | 1  | 0  |
| 1     | Chile                | 0  | 1  |
| 1     | Nueva Zelanda        | 0  | 1  |
| 1     | Filipinas            | 0  | 1  |
| 1     | Túnez                | 0  | 1  |
| 1     | Uzbekistán           | 0  | 1  |